# Eu (Seine-Maritime)
Pour les articles homonymes, voir EU.
Eu est une commune française située dans le département de la Seine-Maritime en région Normandie.
Avec Le Tréport et Mers-les-Bains, elle est l'une des trois principales villes de l'unité urbaine d'Eu qui fait entièrement partie de l'intercommunalité dénommée communauté de communes des Villes Sœurs.

## Géographie

### Situation
Située tout au nord du département, et avec un territoire formant une protubérance sur la rive droite, Eu est un chef-lieu de canton bordé par la forêt d'Eu et traversé par la Bresle, fleuve côtier dont l'embouchure dans la Manche est à 4 km, au Tréport.
Eu est située à 4 km du Tréport, à 5 km de Mers-les-Bains, à 7 km d'Ault, à 12 km de Friville-Escarbotin, à 13 km de Gamaches, à 22 km de Blangy-sur-Bresle, à 24 km de Saint-Valery-sur-Somme, à 25 km d'Envermeu, à 28 km de Londinières, à 31 km d'Abbeville, à 32 km de Dieppe et à 42 km de Neufchâtel-en-Bray, à 102 km de Rouen et à 179 km de la capitale.

### Hydrographie
La commune est située dans le bassin Seine-Normandie. Elle est drainée par la Bresle, le canal 01 de la Commune du Tréport, le canal 03 de la Commune d'Eu, le fossé des Côtes-sous-Beaumont, la Bresle, la rivièrettela rivière Morte et divers autres petits cours d'eau,.
La Bresleest un fleuve côtier d'une longueur de 68 km, qui prend sa source dans la commune de Abancourt, à 180 mètres d’altitude, et se jette  dans la Manche au Tréport, après avoir traversé 30 communes. Les caractéristiques hydrologiques de la Bresle sont données par la station hydrologique située sur la commune de Ponts-et-Marais. Le débit moyen mensuel est de 7,24 m3/s. Le débit moyen journalier maximum est de 18,6 m3/s, atteint lors de la crue du 28 décembre 1999. Le débit instantané maximal est quant à lui de 18,8 m3/s, atteint le même jour.

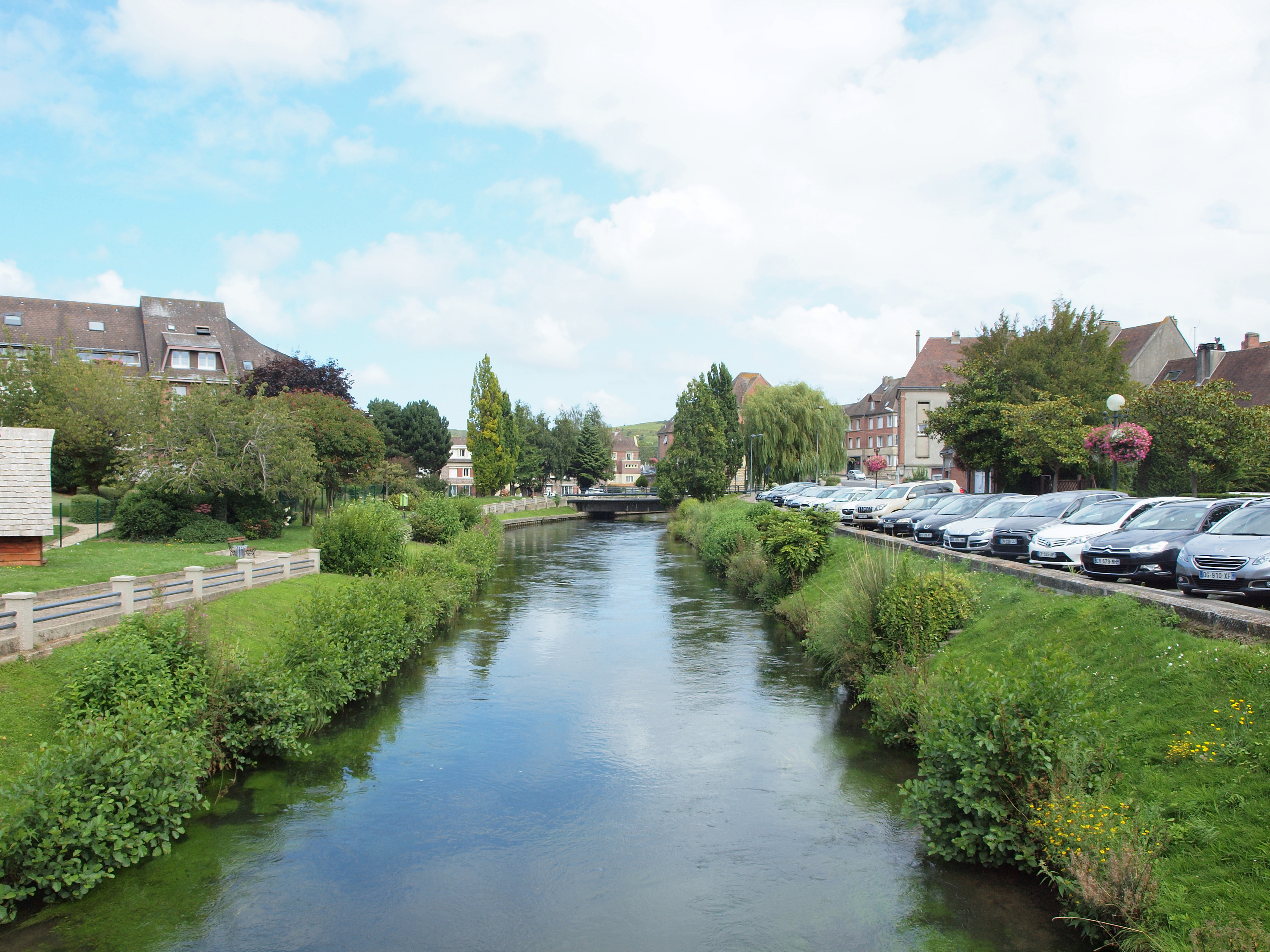
La Bresle.
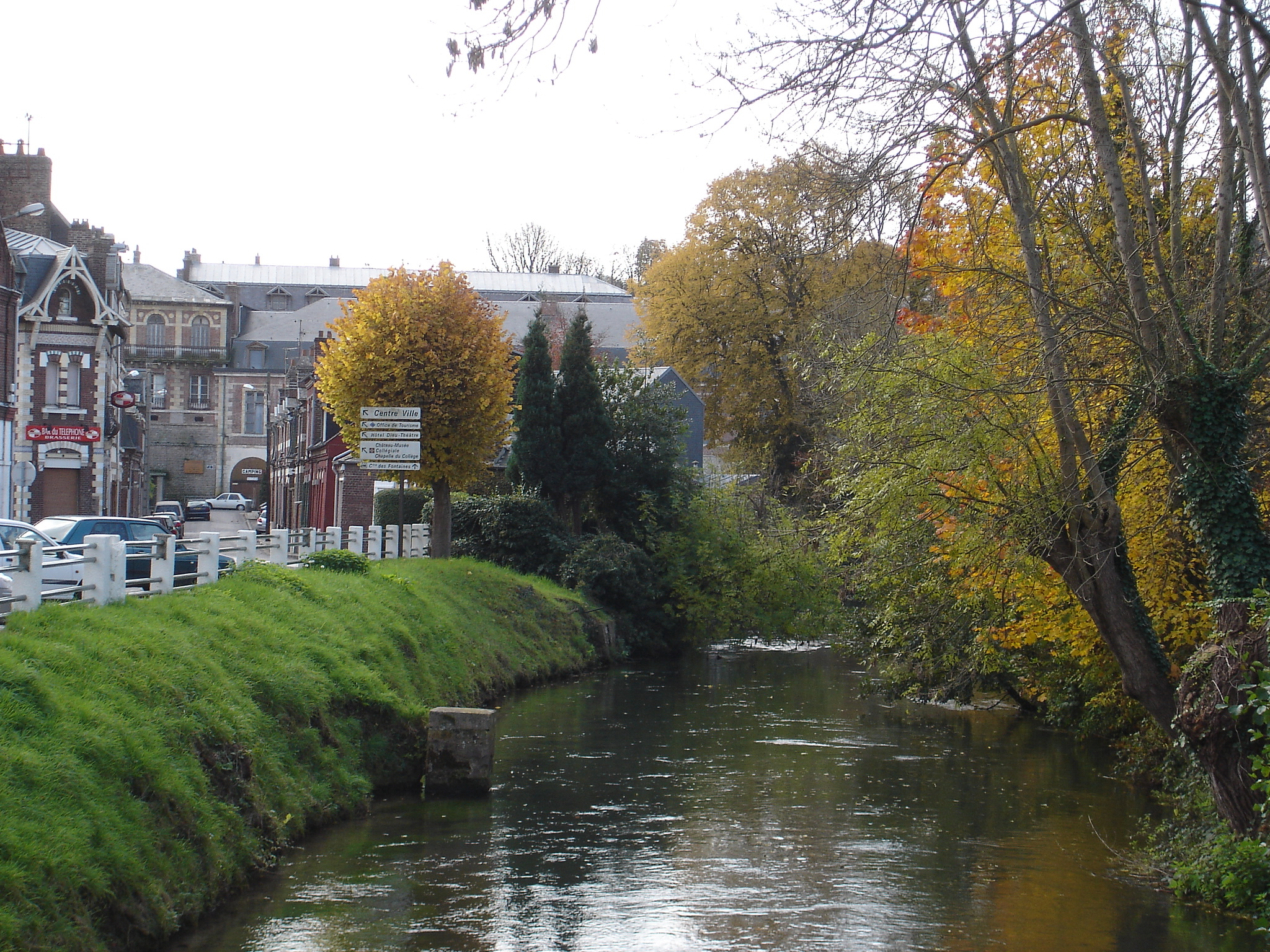
La Bresle au centre-ville.
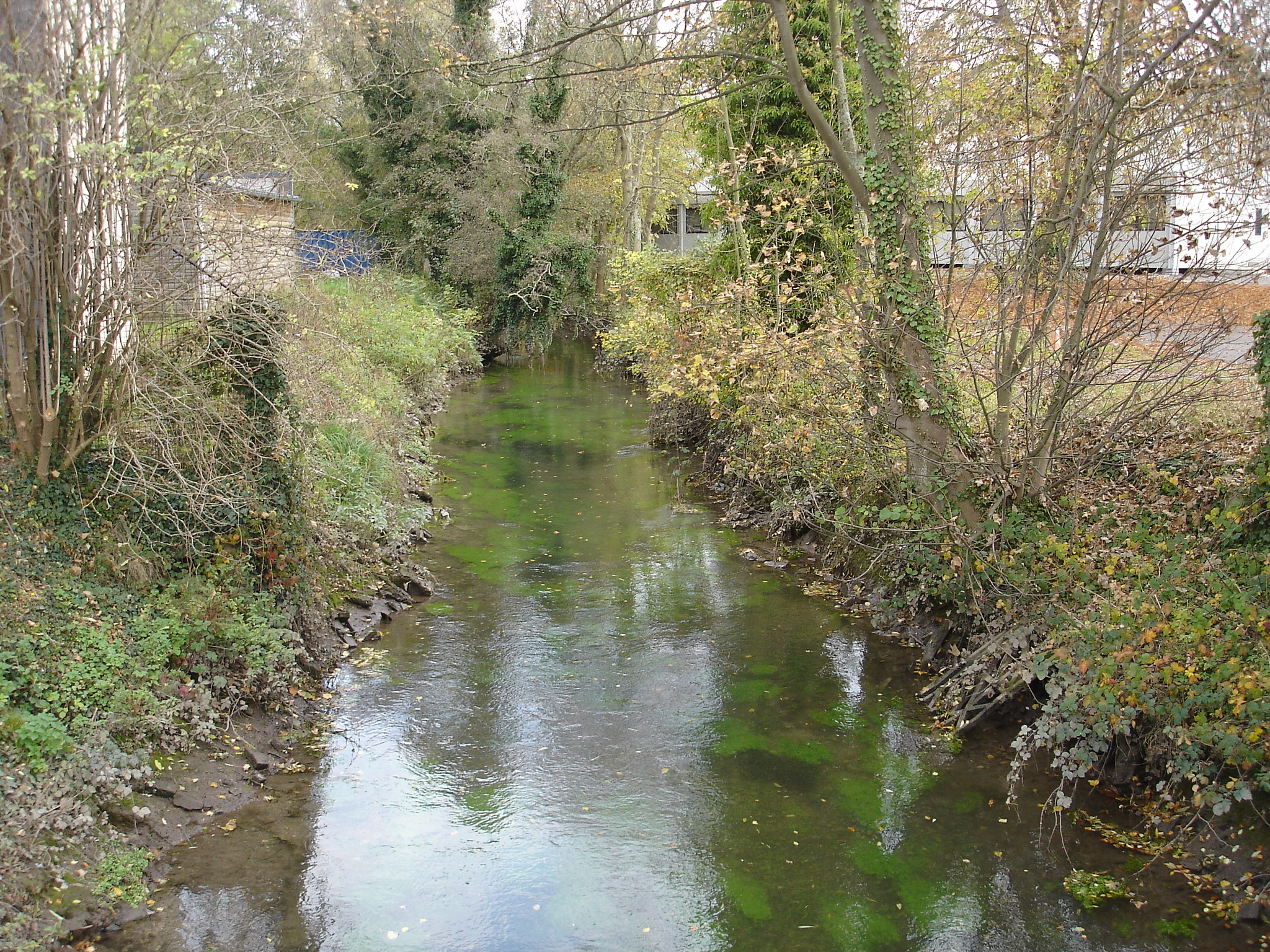
La Busine, près de l'ancien port.

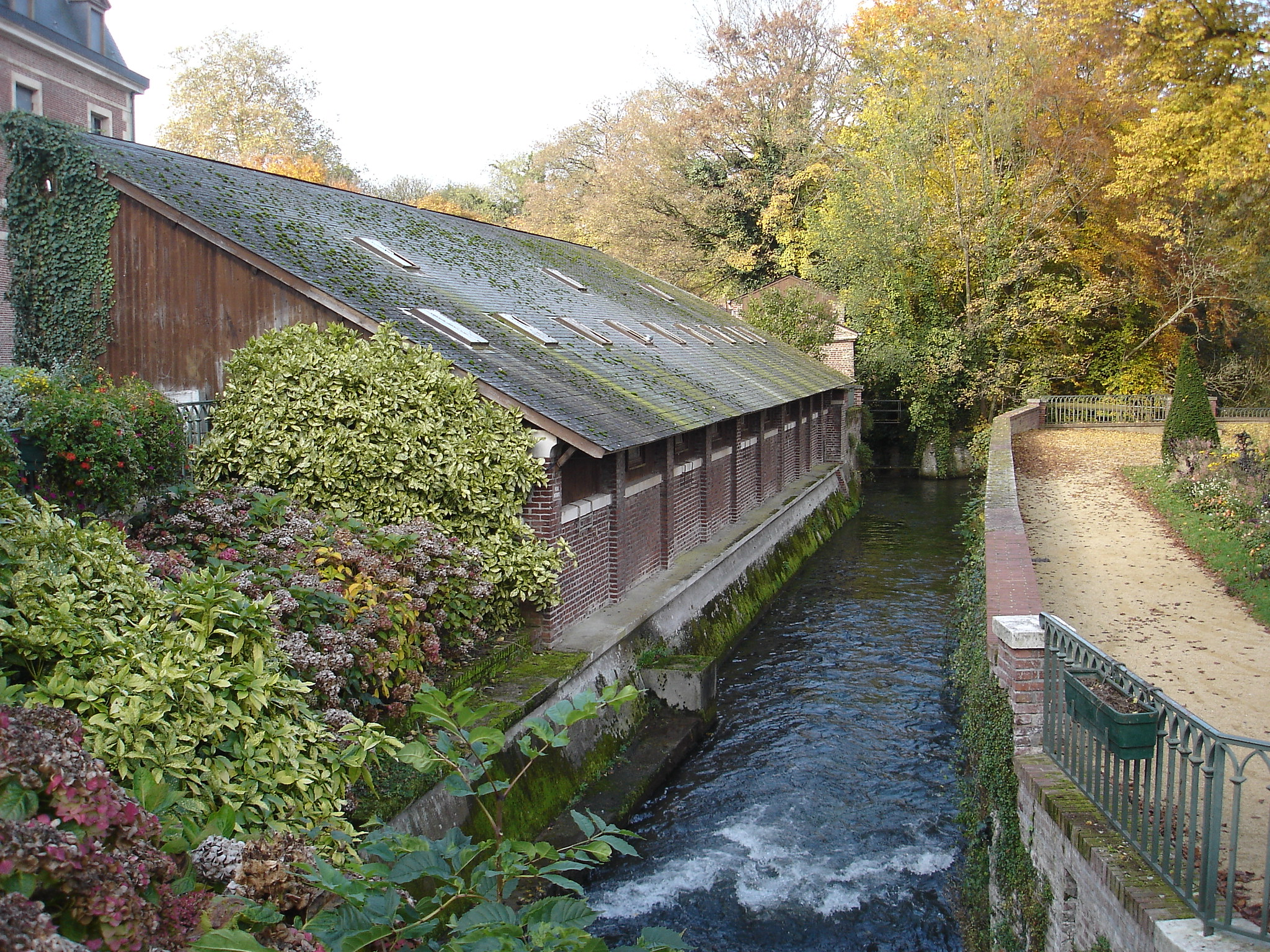
La teinturerie au pied du château.
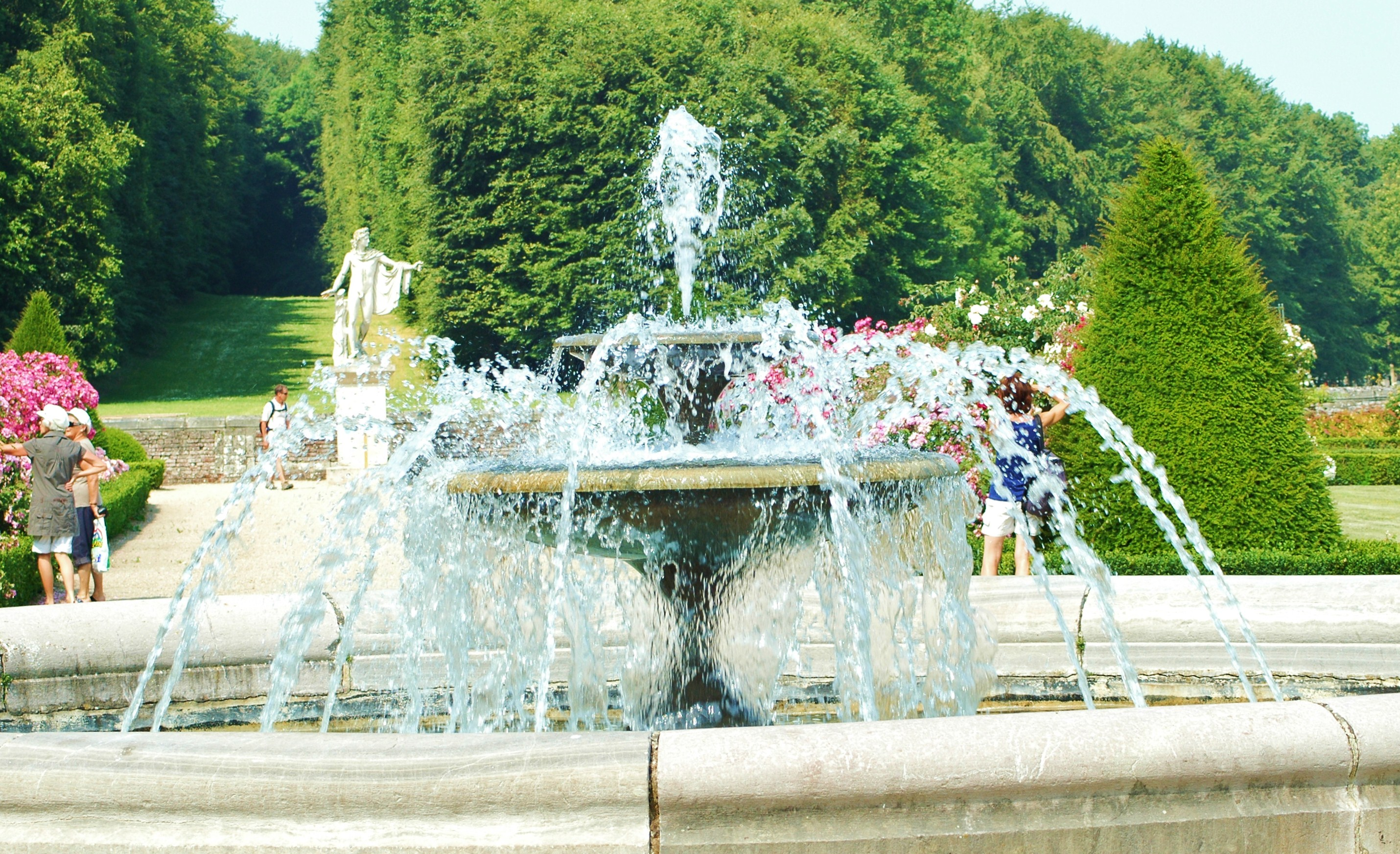
Fontaine à la roseraie du château.

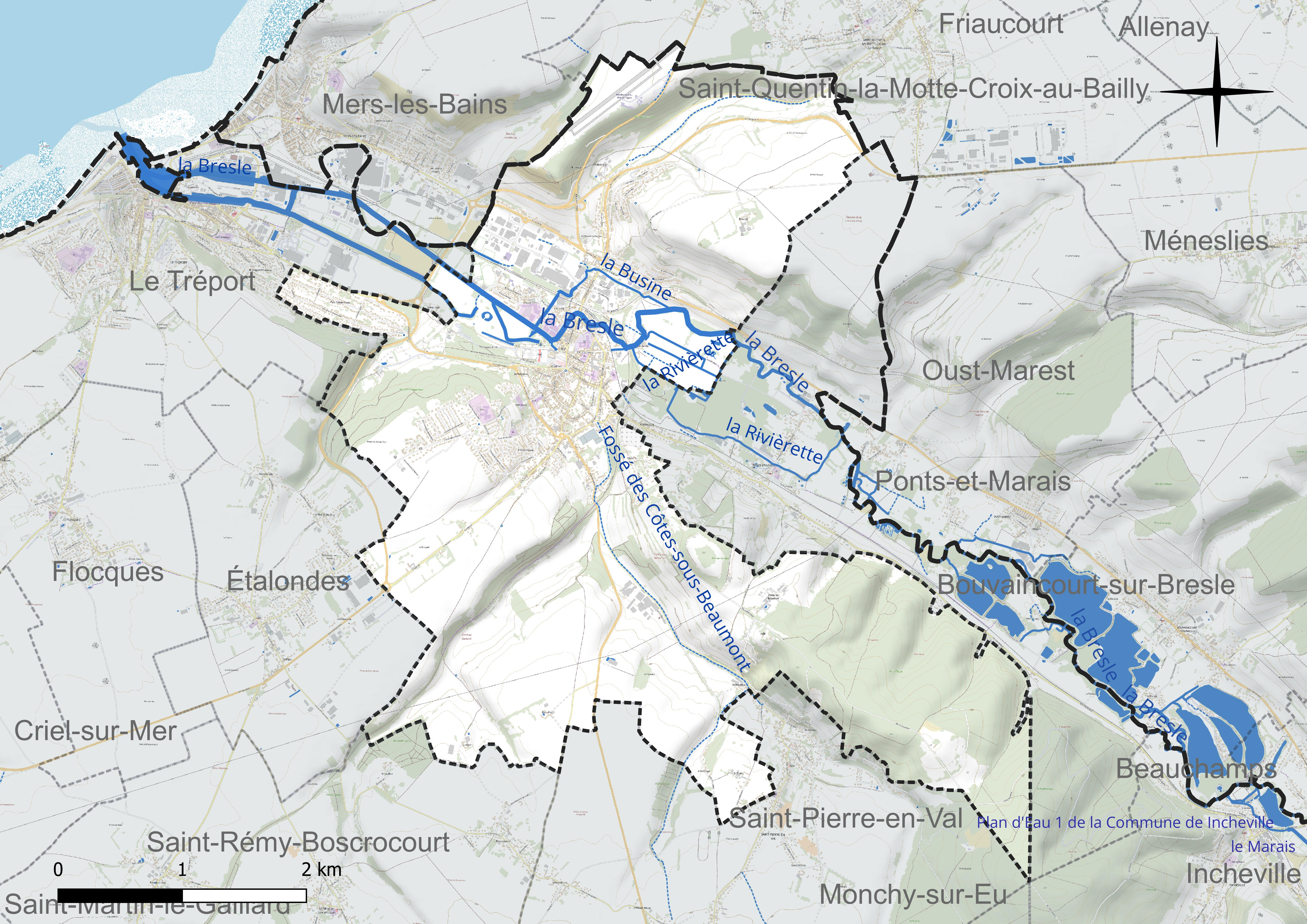
Réseau hydrographique d'Eu.

### Climat
Pour des articles plus généraux, voir Climat de la Normandie et Climat de la Seine-Maritime.
En 2010, le climat de la commune est de type climat océanique franc, selon une étude du CNRS s'appuyant sur une série de données couvrant la période 1971-2000. En 2020, Météo-France publie une typologie des climats de la France métropolitaine dans laquelle la commune est exposée à un climat océanique et est dans la région climatique Côtes de la Manche orientale, caractérisée par un faible ensoleillement (1 550 h/an) ; forte humidité de l’air (plus de 20 h/jour avec humidité relative > 80 % en hiver), vents forts fréquents. Parallèlement le GIEC normand, un groupe régional d’experts sur le climat, différencie quant à lui, dans une étude de 2020, trois grands types de climats pour la région Normandie, nuancés à une échelle plus fine par les facteurs géographiques locaux. La commune est, selon ce zonage, exposée à un « climat maritime », correspondant au Pays de Caux, frais, humide et pluvieux, légèrement plus frais que dans le Cotentin.
Pour la période 1971-2000, la température annuelle moyenne est de 10,6 °C, avec une amplitude thermique annuelle de 12,5 °C. Le cumul annuel moyen de précipitations est de 856 mm, avec 12,8 jours de précipitations en janvier et 8,4 jours en juillet. Pour la période 1991-2020, la température moyenne annuelle observée sur la station météorologique la plus proche, située sur la commune de Cayeux-sur-Mer à 16 km à vol d'oiseau, est de 11,4 °C et le cumul annuel moyen de précipitations est de 761,1 mm,. Pour l'avenir, les paramètres climatiques de la commune estimés pour 2050 selon différents scénarios d'émission de gaz à effet de serre sont consultables sur un site dédié publié par Météo-France en novembre 2022.

### Milieux naturels et biodiversité

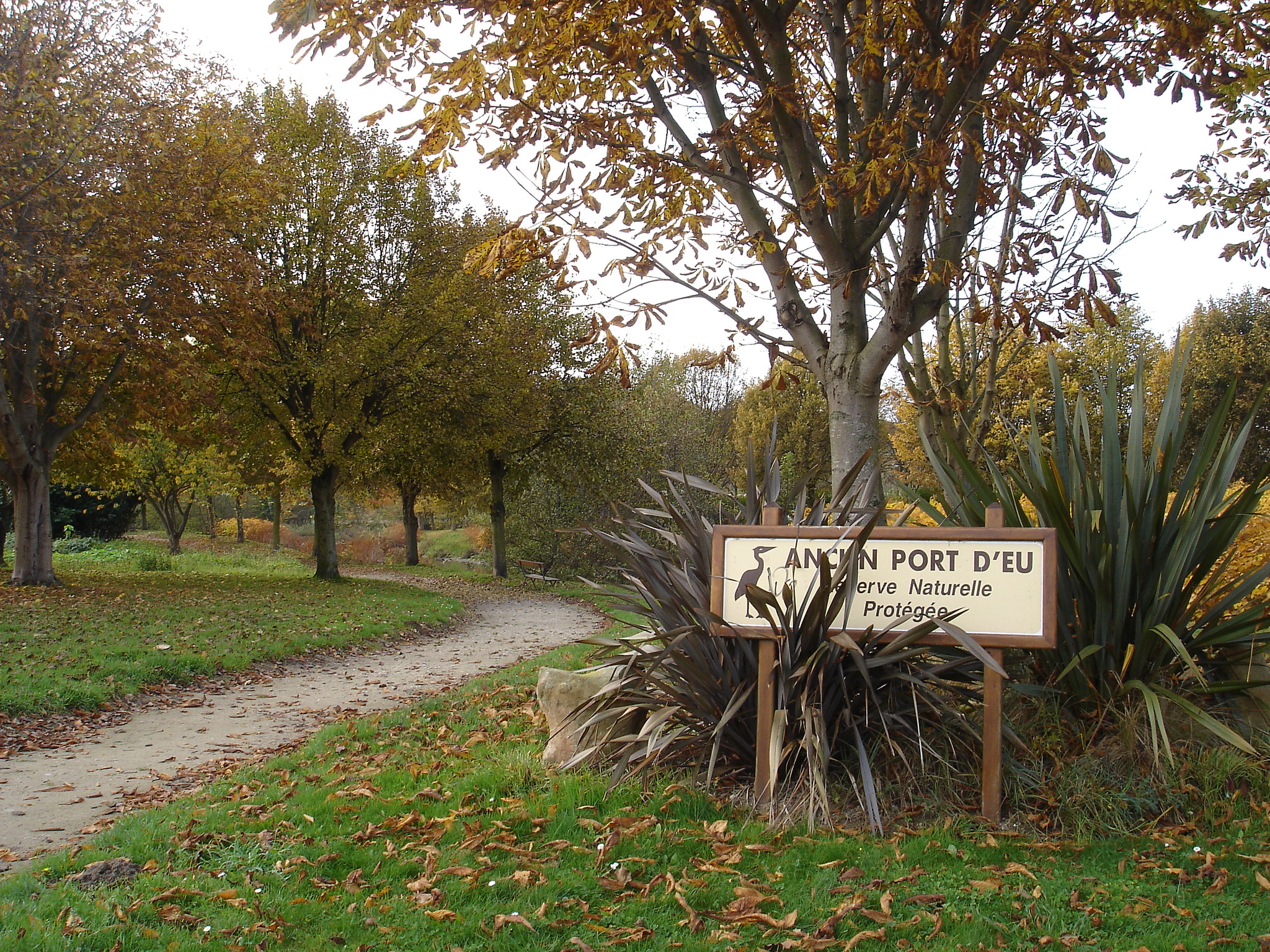
La réserve naturelle de l'ancien port d'Eu.

La basse forêt d'Eu présente la caractéristique d'être une des très rares zones qui, au Nord de la France, a été conservée enforestée depuis la préhistoire, tout en étant sise sur une zone de limons riches. Ailleurs, hormis trois massifs du Nord-Pas-de-Calais (forêt de Mormal, forêt de Nieppe, forêt d'Hesdin), les forêts de sols riches ont toutes été déboisées au profit de l'agriculture au Moyen Âge ou pendant l'Antiquité. Il est possible et probable qu'elle contienne des arbres qui sont des descendants directs de la forêt préhistorique.
Eu compte plusieurs sites classés :
- l'ancien domaine royal,  Site classé (1987)[18] ;
- l'emplacement sur lequel s'élève la fontaine Saint-Laurent et les terrains avoisinants  Site classé ;
- la chapelle de Saint-Laurent et les terrains avoisinants,  Site classé (1912)[19].

## Urbanisme
L'habitat et les activités s'étant concentrés au fond de la vallée, autour du château d'Eu et du port, Eu fait partie, avec Le Tréport et Mers-les-Bains, d'une même agglomération, les « trois villes sœurs », à cheval sur deux départements.

### Typologie
Au 1er janvier 2024, Eu est catégorisée petite ville, selon la nouvelle grille communale de densité à sept niveaux définie par l'Insee en 2022. Elle appartient à l'unité urbaine d'Eu, une agglomération inter-régionale regroupant six communes, dont elle est ville-centre,,. Par ailleurs la commune fait partie de l'aire d'attraction d'Eu, dont elle est la commune-centre,. Cette aire, qui regroupe 26 communes, est catégorisée dans les aires de moins de 50 000 habitants,.

### Occupation des sols
L'occupation des sols de la commune, telle qu'elle ressort de la base de données européenne d’occupation biophysique des sols Corine Land Cover (CLC), est marquée par l'importance des territoires agricoles (59,3 % en 2018), en diminution par rapport à 1990 (61 %). La répartition détaillée en 2018 est la suivante : terres arables (30,7 %), prairies (21,6 %), forêts (21,3 %), zones urbanisées (15,8 %), zones agricoles hétérogènes (6,9 %), zones industrielles ou commerciales et réseaux de communication (3,6 %). L'évolution de l’occupation des sols de la commune et de ses infrastructures peut être observée sur les différentes représentations cartographiques du territoire : la carte de Cassini (XVIIIe siècle), la carte d'état-major (1820-1866) et les cartes ou photos aériennes de l'IGN pour la période actuelle (1950 à aujourd'hui).

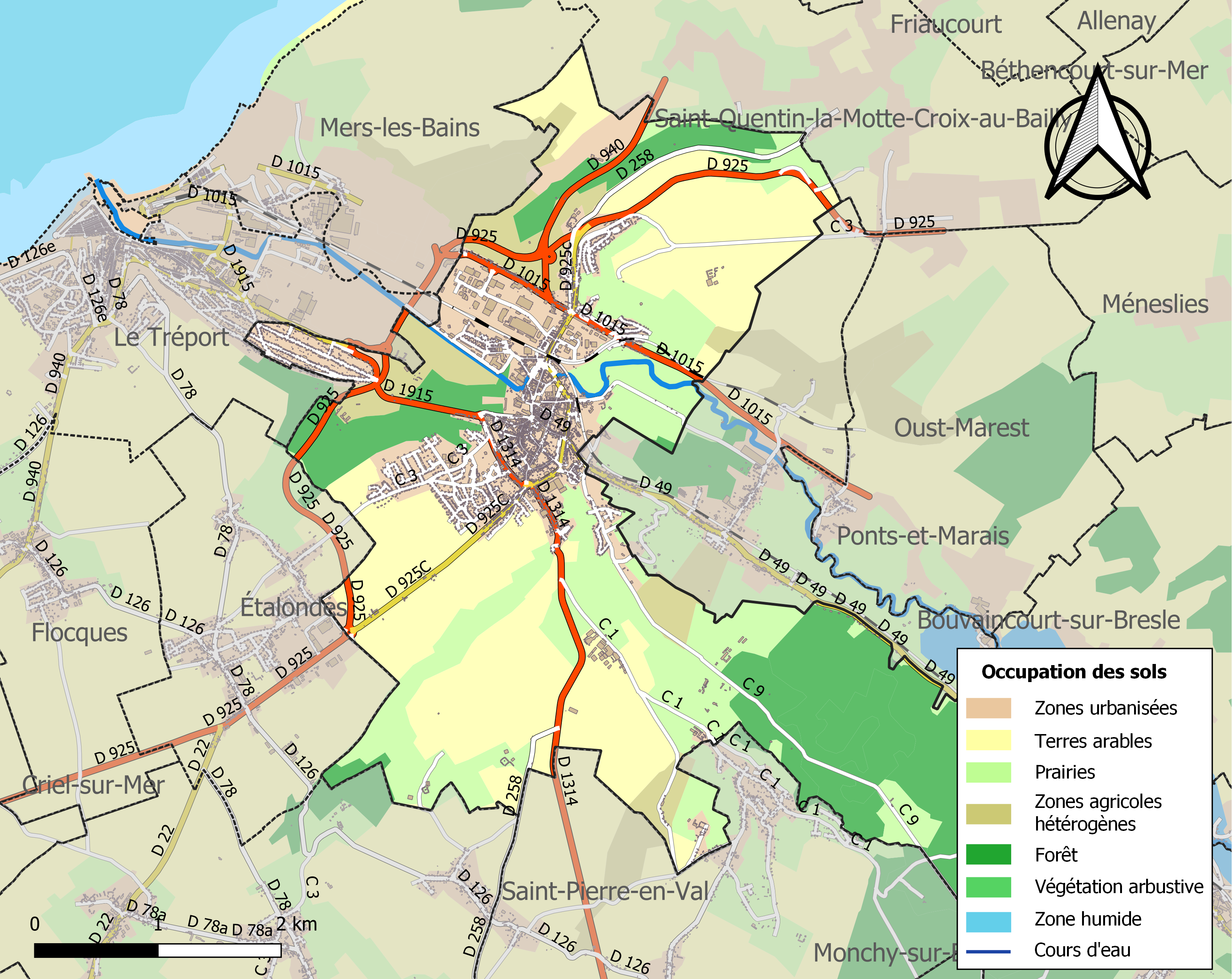
Carte des infrastructures et de l'occupation des sols de la commune en 2018 (CLC).

### Habitat et logement
En 2019, le nombre total de logements dans la commune était de 4 081, alors qu'il était de 4 022 en 2014 et de 3 836 en 2009.
Parmi ces logements, 83,6 % étaient des résidences principales, 4,5 % des résidences secondaires et 11,9 % des logements vacants. Ces logements étaient pour 63,6 % d'entre eux des maisons individuelles et pour 36 % des appartements.
Le tableau ci-dessous présente la typologie des logements à Eu en 2019 en comparaison avec celle de la Seine-Maritime et de la France entière. Une caractéristique marquante du parc de logements est ainsi une proportion de résidences secondaires et logements occasionnels (4,5 %) supérieure à celle du département (4 %) et à celle de la France entière (9,7 %). Concernant le statut d'occupation de ces logements, 56,2 % des habitants de la commune sont propriétaires de leur logement (56,6 % en 2014), contre 53 % pour la Seine-Maritime et 57,5 pour la France entière.
| Typologie                                               | Eu   | Seine-Maritime | France entière |
| ------------------------------------------------------- | ---- | -------------- | -------------- |
| Résidences principales (en %)                           | 83,6 | 87,8           | 82,1           |
| Résidences secondaires et logements occasionnels (en %) | 4,5  | 4              | 9,7            |
| Logements vacants (en %)                                | 11,9 | 8,2            | 8,2            |

### Voies de communication et transports

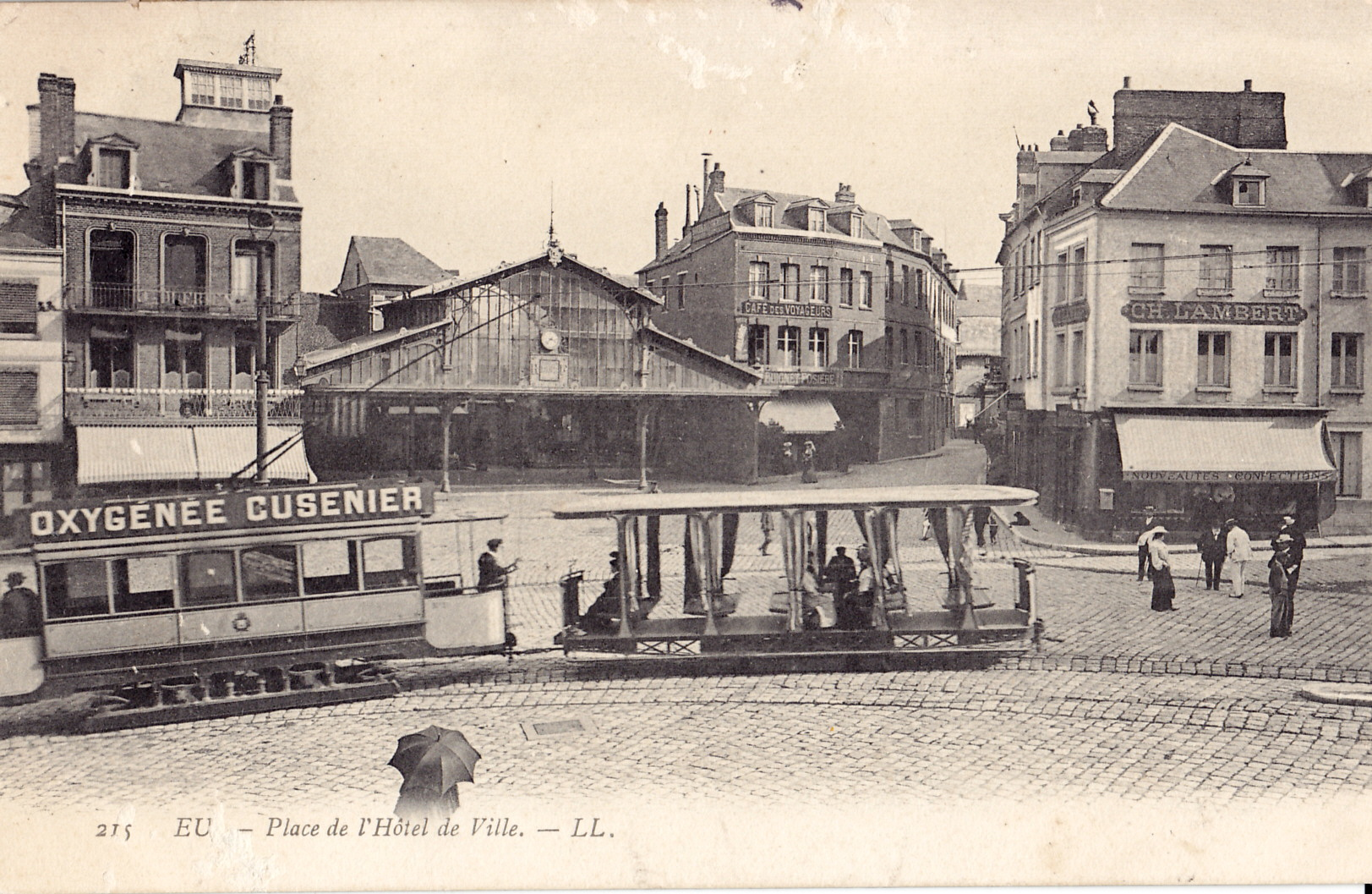
Une rame du tramway Eu - Mers-les-Bains / Le Tréport, peu après sa mise en service en 1902, devant la halle du marché, place de l'Hôtel-de-Ville.

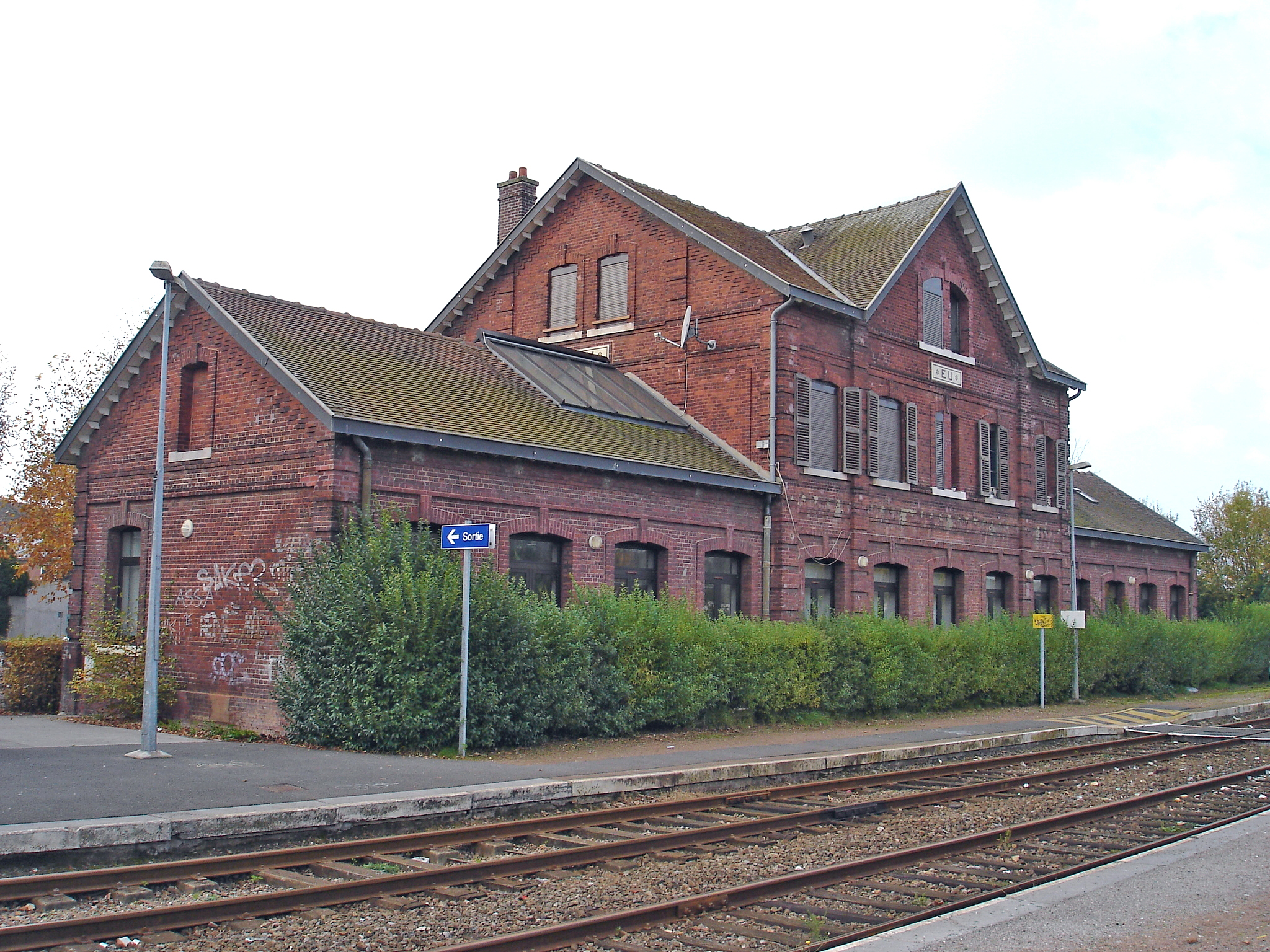
La gare en 2007.

La ville est accessible par la rocade reliant Eu, Le Tréport et Mers-les-Bains. Cette route, envisagée dès 1947 mais ouverte seulement en 1992, permet de dévier la circulation automobile qui passait auparavant par le centre-ville.
La gare d'Eu est desservie par les trains TER Normandie et TER Picardie des lignes du Tréport - Mers à Beauvais et à Abbeville.
Eu était autrefois également reliée à la gare de Dieppe : la ligne de Rouxmesnil à Eu a été condamnée le 2 octobre 1938 et partiellement transformée en sentier de randonnée : le chemin vert du Petit-Caux. De même, le tramway Eu - Mers-les-Bains / Le Tréport reliait de 1902 à 1934 la ville aux deux stations balnéaires.
L'Aérodrome d'Eu - Mers - Le Tréport est un aérodrome agréé à usage restreint utilisé pour la pratique d’activités de loisirs et de tourisme (aviation légère),
En 2019, la localité est desservie par les lignes d'autocars no 1 et no 2 (Mers-les-Bains - Oisemont - Amiens et Mers-les-Bains - Friville - Abbeville) du réseau Trans'80, Hauts-de-France, chaque jour de la semaine sauf le dimanche et les jours fériés.

## Toponymie

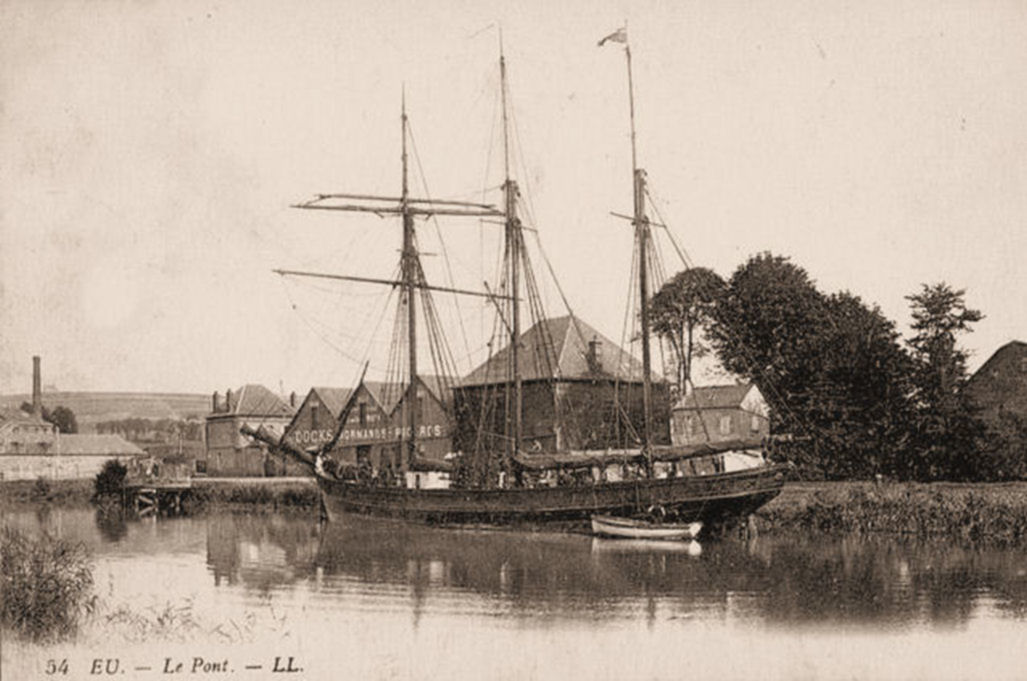
Le port vers 1900.

Le nom est attesté sous les formes Auvae (à lire peut-être Awae) au IXe siècle, Auga en 925 et 927. On trouve, toujours pour désigner le fleuve, diverses formes présentant des variations de la consonne intervocalique : Aucia ou Auga au Xe siècle, enfin Aucum au XIIe siècle, Ou entre 1140 et 1150.
Le nom de la commune procède d’un transfert de celui du fleuve à celui du village originel et ce même processus s'observe à plusieurs reprises en Seine-Maritime, comme pour Fécamp ou Dieppe. Avant de s'appeler la Bresle, ce petit cours d'eau était connu au Moyen Âge sous le nom Ou, puis Eu. Un texte du XIIe siècle écrit par le chroniqueur Orderic Vital ne laisse pas le moindre doute : Aucum flumen quod vulgo dicitur Ou « le fleuve Aucum que le peuple appelle Ou ». La forme Eu qui a prévalu est plutôt picarde, la forme Ou plutôt caractéristique des dialectes de l'Ouest (cf. Canteleu / Canteloup).
La consonne intervocalique s'est rapidement amuïe dans la prononciation courante, ce qui peut expliquer les mauvaises latinisations des formes plus récentes. L'origine doit être le germanique *awa « eau » (cf. allemand Au, Aue « pré inondable »), à rapprocher du latin aqua. Ils remontent l'un et l'autre à l'indo-européen *akʷā- « eau ».

## Histoire

### Préhistoire et Antiquité
Située en forêt d'Eu, sur le plateau de Beaumont dominant la vallée de la Bresle au nord et le vallon sec de Saint-Pierre-en-Val au sud-ouest, l'agglomération gallo-romaine de Briga (lieu-dit « Bois-l'Abbé ») constitue l'ancêtre de l'actuelle ville d'Eu. Les recherches archéologiques attestent l'existence d'une ville du Haut-Empire, comportant entre autres des habitations, un théâtre et un complexe monumental public implanté à l'ouest de la ville. Cet ensemble a évolué au cours des différents chantiers d'aménagement et de monumentalisation entrepris entre le début du Ier siècle et le milieu du IIIe siècle de notre ère, jusqu'à le doter d'un lieu de culte, centré autour d'un temple principal de très grandes dimensions et entouré par d'autres petits temples, d'un grand autel, d'une basilique romaine édifiée dans l'axe oriental du temple, d'un bâtiment administratif pouvant accueillir entre autres une salle de conseil et d'une grande place d'environ quatre hectares délimitée par un haut mur bordé de boutiques. À son apogée au début du IIIe siècle de notre ère, Briga occupait une superficie estimée à plus de 65 ha par les prospections pédestres menées à partir de 2006, des données confirmées depuis par les prospections géophysiques.

### Moyen Âge

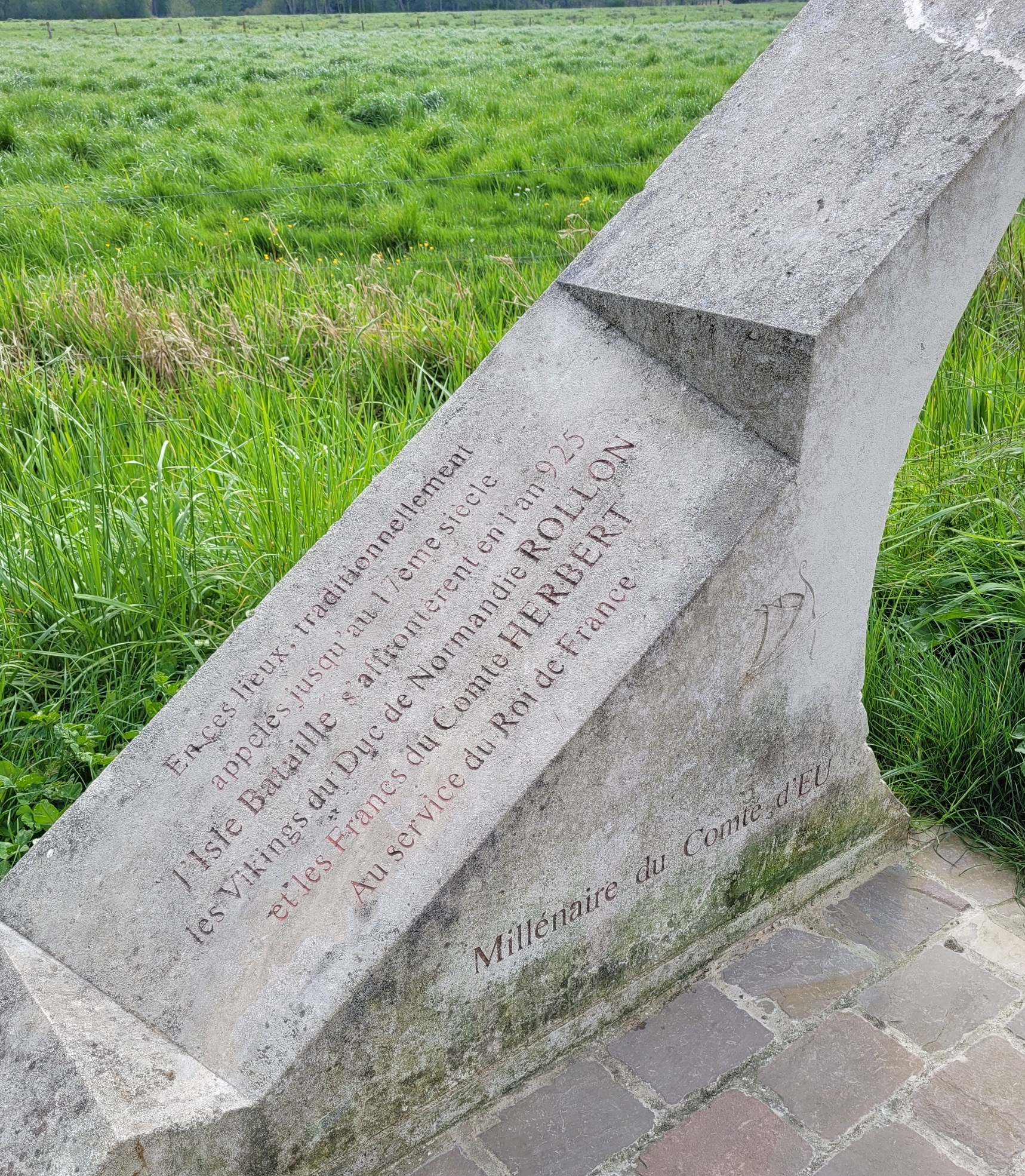
Pierre marquant l'emplacement supposé de la bataille de 925 entre Herbert et les vikings.

Située sur la frontière entre les possessions des Francs et celles des Normands après le traité de Saint-Clair-sur-Epte (911), Eu joue un rôle stratégique dans la stabilisation de la région. Ce traité, signé entre le roi Charles III le Simple et le chef viking Rollon, établit la Normandie comme un territoire semi-autonome sous l’autorité de ce dernier.
En 925, selon les Chroniques de Flodoard, des groupes vikings indépendants, probablement non soumis à Rollon, s’avancent vers Amiens depuis Rouen. Ils sont repoussés par le comte Herbert II, qui les poursuit jusqu’à Eu. Herbert s’empare du château d’Eu (castrum Auga) et massacre les derniers assiégés, qui s’étaient réfugiés sur une île voisine de la Bresle.
En 927, Herbert II revient à Eu, cette fois dans un contexte diplomatique. Il aurait cherché à renforcer les relations avec les Normands pour consolider la paix. Les Chroniques de Flodoard ne mentionnent pas la présence de Charles III le Simple, captif d'Herbert depuis 923. Herbert a pu prétendre y représenter les Francs au nom du roi. Rollon, ou plus probablement son fils Guillaume Longue-Épée, futur dirigeant normand, ont vraisemblablement participé à ces négociations.
La ville d’Eu, partiellement reconstruite après ces événements, connaît un renouveau économique. Son port se développe grâce à sa position stratégique sur la Bresle, favorisant les échanges commerciaux, principalement avec d’autres ports de la Manche et du royaume franc. Bien que des relations avec la Scandinavie soient souvent évoquées, elles restent hypothétiques et probablement limitées.
En 996, le comté d'Eu est créé par Richard Ier de Normandie, petit-fils de Rollon, pour protéger la Normandie contre les incursions ennemies.
En 1002, Guillaume, comte d’Hiémois, reçoit le comté d’Eu de son frère, Richard II de Normandie. Il fonde à cette occasion une collégiale dans la ville d’Eu.
En 1049, Guillaume le Bâtard (futur Guillaume le Conquérant) apprend que le comte d’Eu, Robert, s’est rapproché du roi de France pour contester ses droits sur la couronne ducale de Normandie. Guillaume attaque le château d'Eu et prend la ville. En 1050 ou 1051, Guillaume, devenu duc de Normandie, épouse Mathilde de Flandre dans la ville d’Eu. Mathilde est la fille du puissant comte de Flandres, Baudouin V de Flandre, et ce mariage marque une alliance politique importante.
En 1091, Guillaume le Roux, roi d’Angleterre, débarque à Eu pour affronter son frère Robert Courteheuse lors d’un conflit pour le contrôle de la Normandie.
En 1093, Henri d'Eu devient 5e comte d'Eu, il dote la ville de l'hôpital normand et améliore le port en détournant le cours de la Bresle. En 1117, il convertit le chapitre de chanoines de la collégiale Sainte-Marie d'Eu en monastère d'Augustins. En 1120, la construction de l'abbaye est achevée.
En 1180, Laurent O’Toole, archevêque de Dublin et légat du pape, meurt à Eu, où il est recueilli par les chanoines. Il est béatifié en 1186 et canonisé en 1225. Ses reliques sont conservées dans la Collégiale Notre-Dame-et-Saint-Laurent d'Eu.
En 1202, à la suite de la confiscation des terres de Jean sans Terre, Philippe II Auguste prend Eu et d’autres places fortes de Normandie.
En 1305, la prospérité de la ville se reflète dans la fondation de la paroisse Saint-Étienne, destinée à accueillir une population croissante estimée à plus de 8 000 habitants. Ce développement témoigne de l’importance économique et démographique d’Eu au début du XIVᵉ siècle.
En 1347-1348, la peste noire frappe la ville et tue environ un tiers de la population.
En 1419, Eu capitule face aux Anglais, marquant une étape importante de la guerre de Cent Ans.
En 1430, Jeanne d'Arc, faite prisonnière à Compiègne par les Anglais, est conduite à Rouen en passant par Eu ; elle y reste une nuit.
Le mardi 10 juillet 1475, le roi Louis XI ordonne l’incendie de la ville d’Eu, craignant que ses habitants ne la livrent aux Anglais. Seuls les édifices religieux sont épargnés. Cet événement, connu sous le nom de « Mardi Piteux », marque le début du déclin de la ville, qui perd son rôle stratégique et économique local au profit de Dieppe et d’Abbeville.

### Temps modernes
En 1578, Henri le Balafré, duc de Guise, mari de Catherine de Clèves, 26e comtesse d’Eu, fait construire l’actuel château et fonde le collège des Jésuites (1580). Mais son assassinat à Blois, le 23 décembre 1588, contrarie l'évolution des travaux.
Au XVIIe siècle, les épidémies font des ravages réguliers. En juin 1636, la peste est si violente qu'elle emporte plus de deux mille habitants. La ville commande alors à l’orfèvre eudois Avril une Vierge votive en argent et fait le vœu, à perpétuité, d’une procession annuelle, le dimanche de la Nativité de Marie, pour mettre un terme à l’épidémie (cette procession est maintenue de nos jours). Conséquence directe de cette peste, l’Hôtel-Dieu est construit en 1658 sous la responsabilité des sœurs hospitalières de la Miséricorde de Jésus qui y resteront jusqu'en 1967.
En 1660, Anne-Marie-Louise d'Orléans (1627-1693), dite la Grande Mademoiselle, duchesse de Montpensier, cousine germaine de Louis XIV et plus riche héritière de France, achète le comté d’Eu. Elle s’installe au château d’Eu en 1677, le transforme, aménage un jardin à la française, fait construire un petit château dans le parc et dote la ville d’un hôpital. Pour tenter d’obtenir la libération de son bien-aimé (monsieur de Lauzun), prisonnier de Louis XIV à Pignerol, la Grande Mademoiselle fait don du comté d’Eu au duc du Maine, fils légitimé du roi et de Madame de Montespan. Les fils du duc du Maine mourant sans postérité, le comté revient ensuite en 1775 à Louis de Bourbon, duc de Penthièvre, fils du comte de Toulouse (frère cadet du duc du Maine). Celui-ci, amateur de beaux vêtements, encourage l'industrie d'une dentelle locale imitant celle de Valenciennes.

### Époque contemporaine

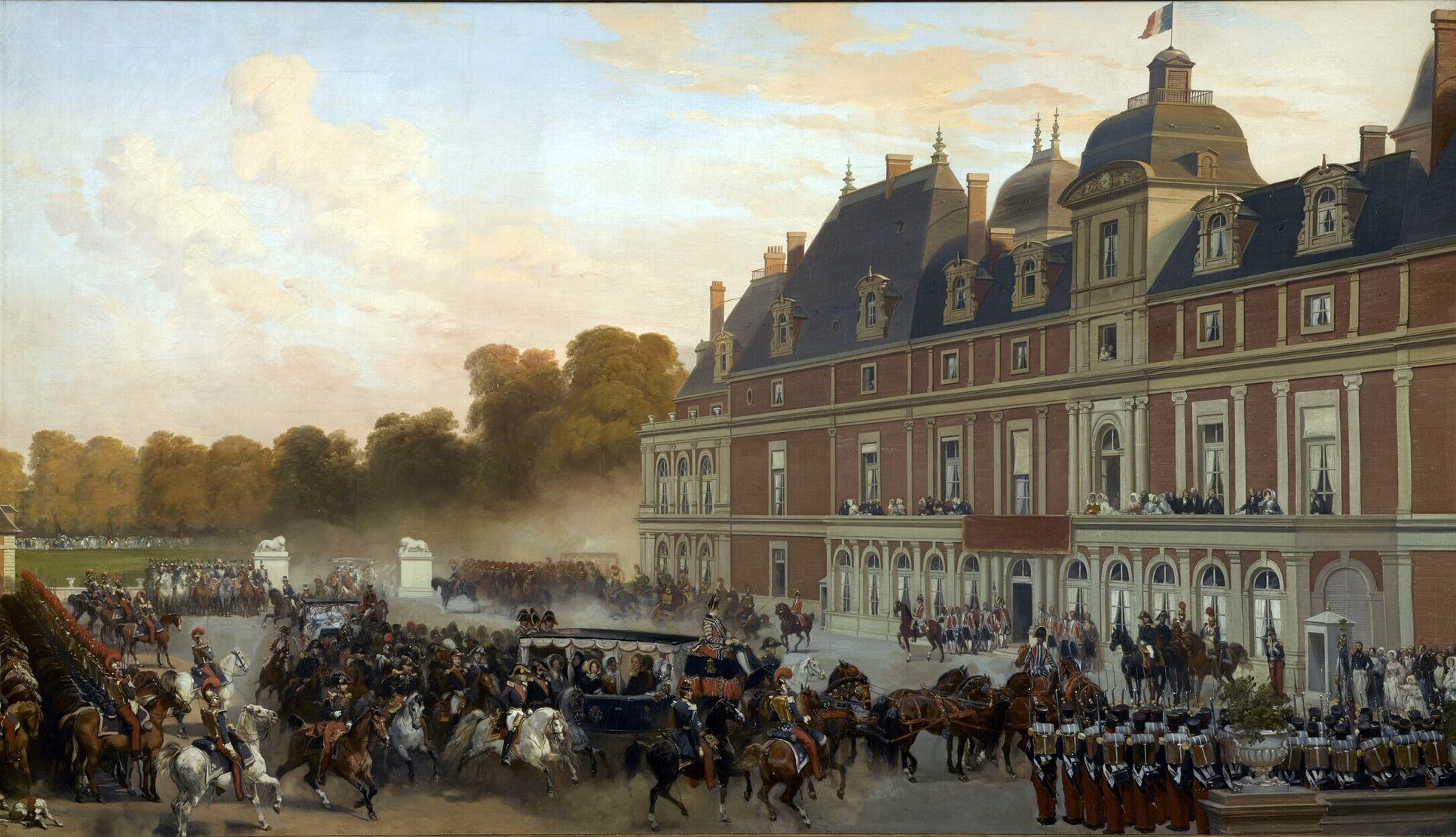
Arrivée de la Reine Victoria au château en 1843.

Le futur roi Louis-Philippe Ier, alors duc d'Orléans et petit-fils du duc de Penthièvre par sa mère, hérite du château en 1821. Eu devient résidence royale en 1830 et se réjouit des séjours réguliers du roi et de sa famille.
À deux reprises, en 1843 et 1845, la reine Victoria du Royaume-Uni est reçue au château d’Eu, posant ainsi les bases de la future Entente cordiale franco-britannique.
À partir de 1873, Eugène Viollet-le-Duc le remanie pour le comte de Paris, prétendant au trône. Un incendie détruit l'aile Sud en 1902. L'ancienne famille impériale du Brésil (les Orléans-Bragance) le possède de 1905 à 1954.
La ligne du tramway Eu - Mers-les-Bains / Le Tréport est mise en service en 1902 pour relier les trois villes sœurs et assurer transport des riverains ainsi que des touristes. Avant la Première Guerre mondiale, moyen de transport populaire, le tramway, à voie métrique, transporte près de 500 000 voyageurs par an et des projets d'extension en direction des stations touristiques voisines de la côte d'Albâtre étaient envisagés. Le conflit, le manque de modernisation, la concurrence des automobiles et des autobus conduisent à un lent déclin du trafic durant les années 1920 et au début des années 1930. Le tramway arrête son exploitation à la fin de l'année 1934 non sans avoir marqué durablement la mémoire locale,.

Eu au tout début du XXe siècle
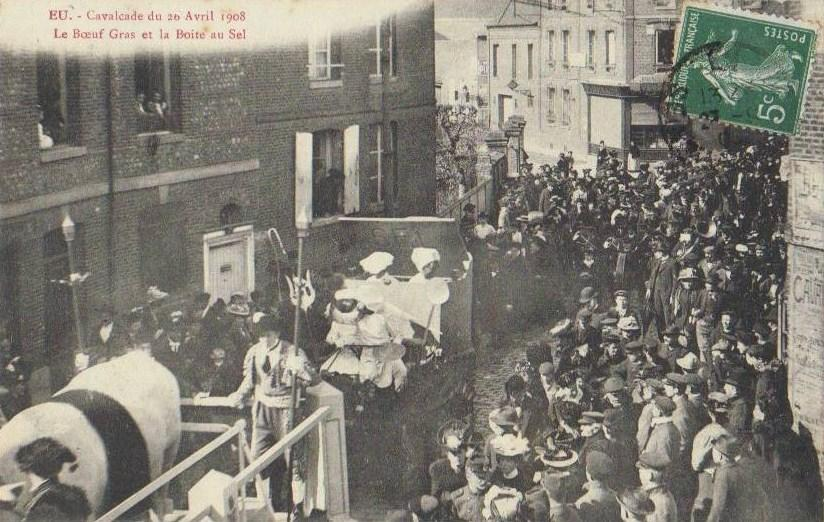
La Cavalcade du 10 avril 1908.
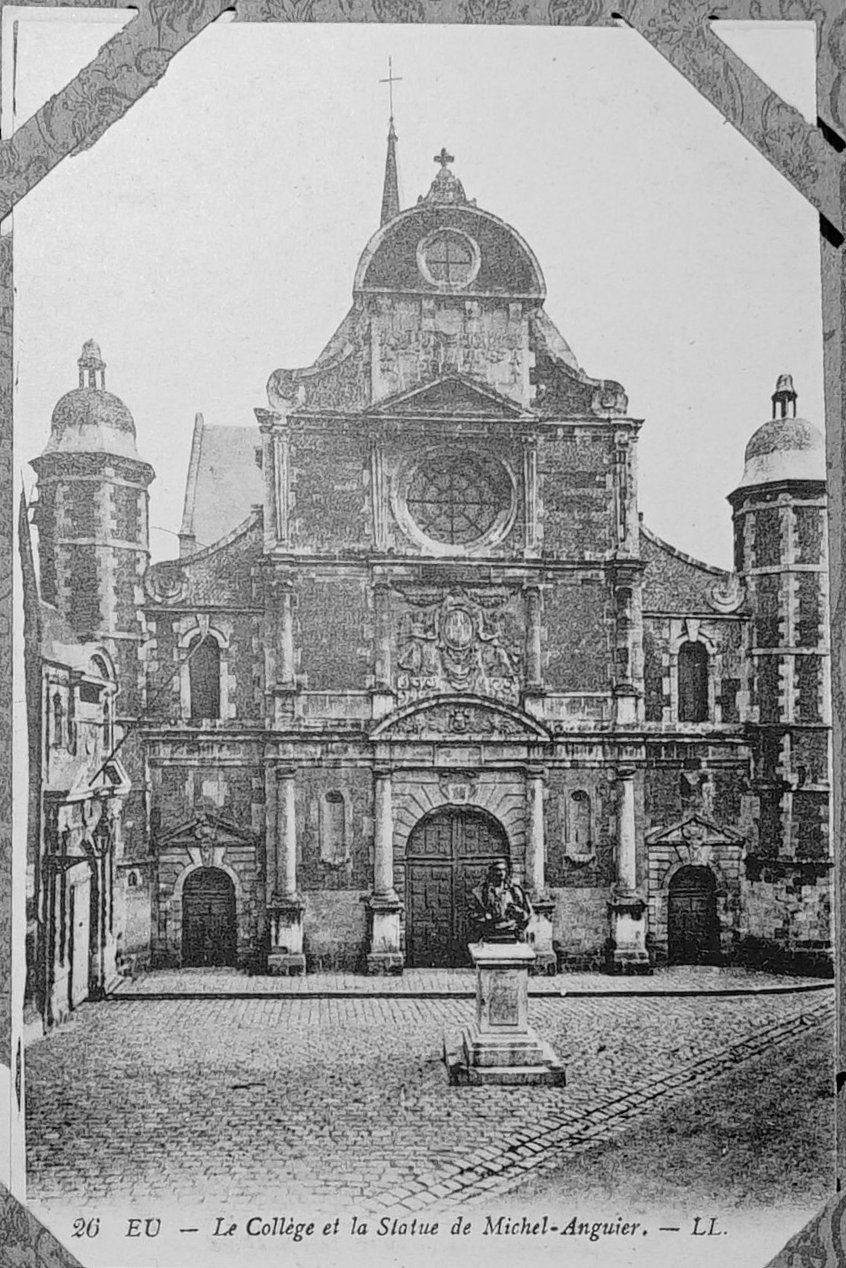
Le Collège et la statue de Michel-Anguier.
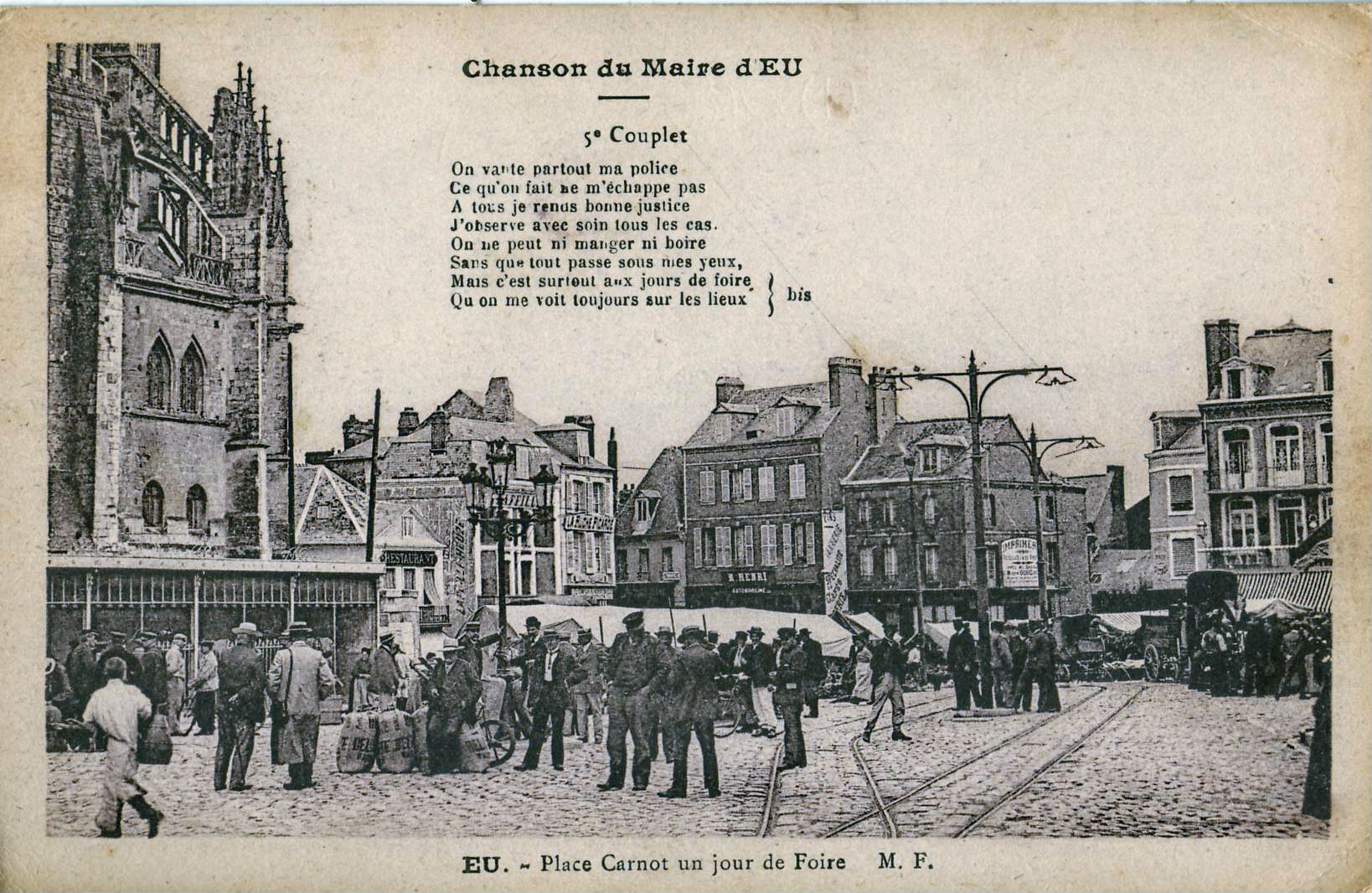
La place Carnot un jour de foire.
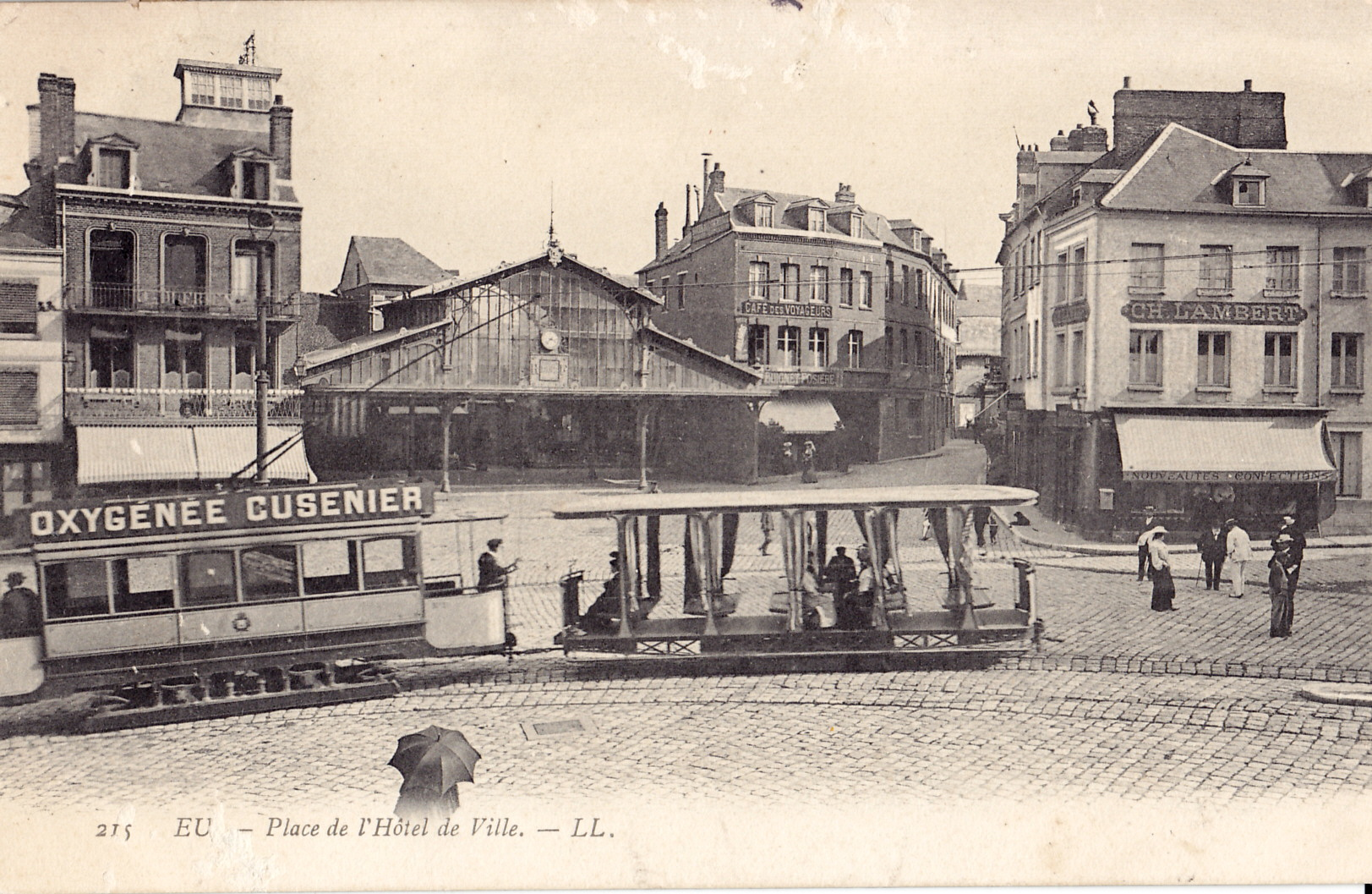
La place de l'hôtel-de-ville et le tramway.
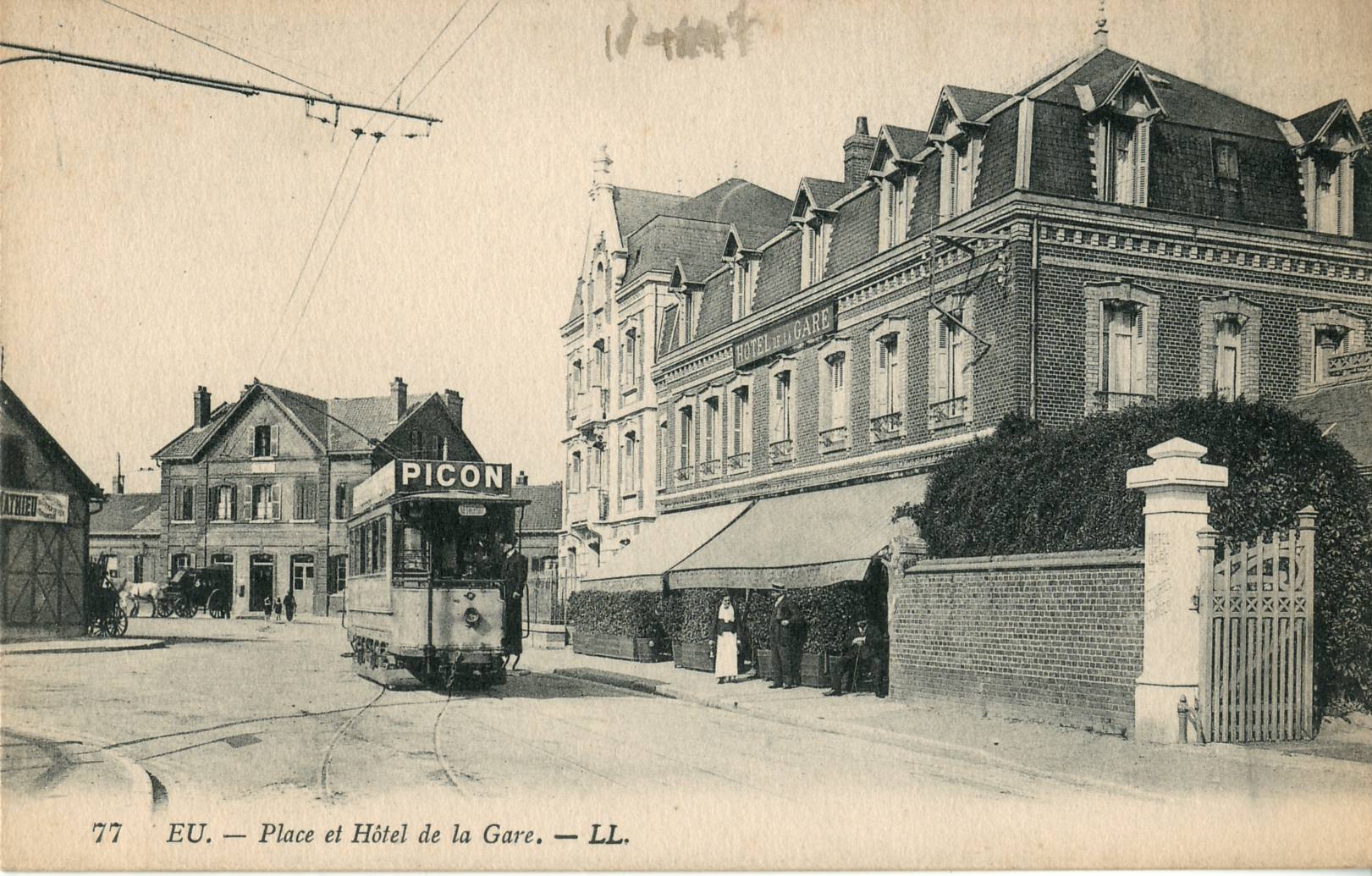
L'hôtel de la Gare et le tramway.
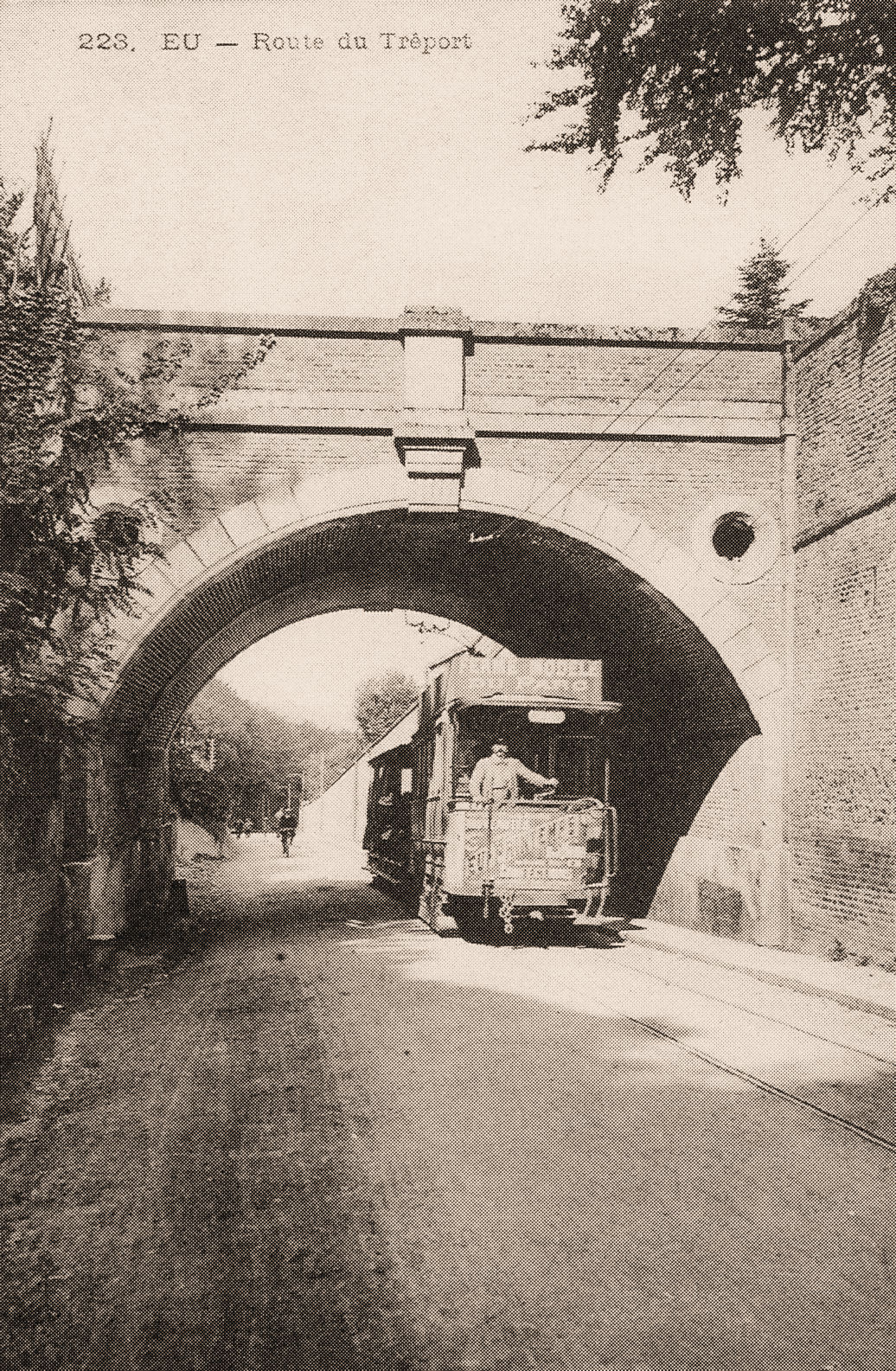
Le tramway sur la route du Tréport.
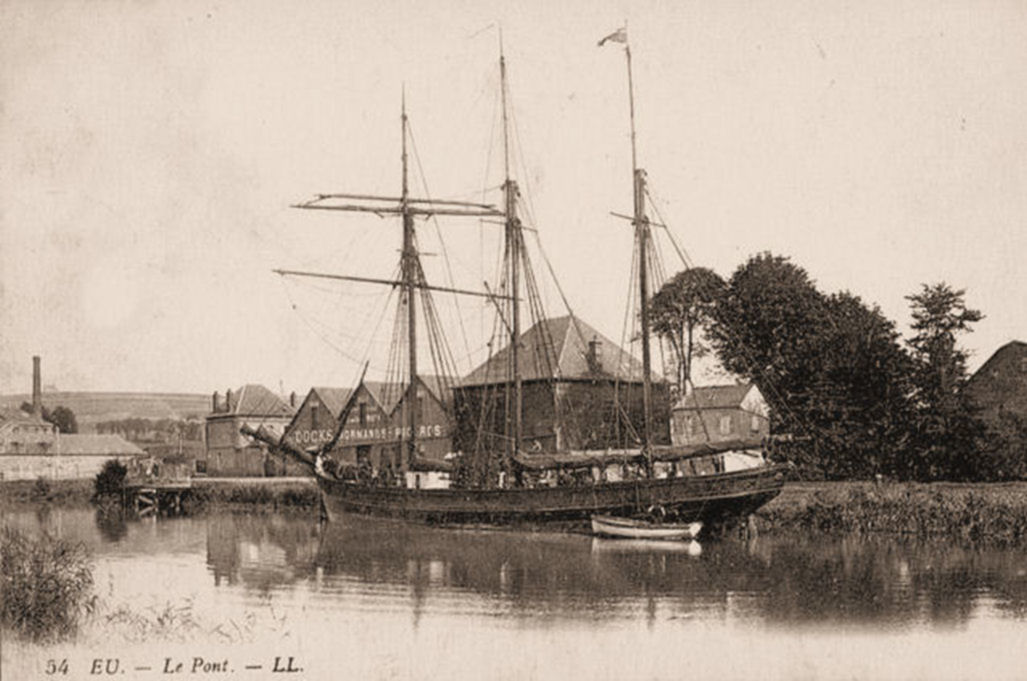
Le port.

En 1914, l'hôpital temporaire no 20 est installé dans le château. Grâce au travail ingénieux et persévérant de Denis Sauzéat, pharmacien aide-major de 1re classe, et au précieux concours qu'il a su s'assurer avec notamment l'aide de Marie Curie et l'utilisation de la voiture du prince Pierre d'Orléans-Bragance, un poste de radiologie est installé dans l'une des salles du château. Ce poste, commencé avec les ressources les plus minimes, était muni des plus utiles perfectionnements au départ pour le front du major Sauzéat, début septembre 1915. Cet équipement rendra les plus grands services pour la guérison des blessés.
 C'est à Eu le 1er juillet 1918 que la formation militaire des Autos-canons belges est dissoute, après son tour du monde de retour depuis la Russie via les États-Unis.
Depuis 1973, le château d'Eu est devenu musée Louis-Philippe. L'association des amis du musée Louis-Philippe du château d'Eu est créée en 1985 par la comtesse de Paris, née Isabelle d'Orléans et Bragance (1911-2003), pour promouvoir l'enrichissement de cet édifice, labellisé musée de France. Une partie de l'ancien domaine royal appartient toujours aux Orléans, héritiers d'Isabelle d'Orléans et Bragance.

## Politique et administration

### Rattachements administratifs et électoraux
La commune se trouve dans l'arrondissement de Dieppe du département de la Seine-Maritime. Pour l'élection des députés, elle fait partie depuis 2012 de la sixième circonscription de la Seine-Maritime.
Elle était le chef-lieu du canton d'Eu. Dans le cadre du redécoupage cantonal de 2014 en France, ce canton, dont la commune est désormais le bureau centralisateur, est modifié, passant de 22 à 40 communes.

### Intercommunalité
La ville est l'un des membres fondateurs de la communauté de communes du Gros Jacques, qui prend en 2009 le nom de communauté de communes interrégionale de Bresle maritime.
Dans le cadre de l'approfondissement de la coopération intercommunale prévu par la loi portant nouvelle organisation territoriale de la République (Loi NOTRe) du 7 août 2015, celle-ci intègre le 1er janvier 2017 sept communes issues de la communauté de communes des Villes Sœurs et devient la communauté de communes des Villes Sœurs, dont le siège est à Eu.

### Liste des maires
Contrairement à l'usage habituel dans les communes de France et pour des raisons faciles à comprendre, le premier magistrat de cette commune est nommé « le maire de la commune d'Eu » et non pas « le maire d'Eu ».
| Période                                  | Période | Identité                | Étiquette | Qualité |
| ---------------------------------------- | ------- | ----------------------- | --------- | ------- |
| Les données manquantes sont à compléter. |         |                         |           |         |
| 1758                                     | 1763    | Marc-Antoine Capperon   |           |         |
| 1766                                     | 1769    | Baltazar de Vadicourt   |           |         |
| 1770                                     | 1772    | Pierre Nicolas Anceaume |           |         |
| 1773                                     | 1775    | Baltazar de Vadicourt   |           |         |
| 1779                                     | 1783    | François de Vadicourt   |           |         |
| 1787                                     | 1789    | Jean Laurent Guignon    |           |         |

| Période                                  | Période                       | Identité                 | Étiquette | Qualité |
| ---------------------------------------- | ----------------------------- | ------------------------ | --------- | --- |
| Les données manquantes sont à compléter. |                               |                          |           | |
| 1789                                     | 1791                          | Jean Roger Monceaux      |           | |
| 1791                                     | 1792                          | Claude Antoine Delahuppe |           | |
| 1800                                     | 1804                          | Jean Laurent Guignon     |           | |
| 1826                                     | 1830                          | Paul Duval de la Croix   |           | |
| 1835                                     | 1840                          | Louis François Rabion    |           | |
| 1840                                     | 1842                          | Bonaventure Leconte      |           | |
| 1842                                     | 1848                          | Louis François Rabion    |           | Négociant Conseiller général d'Eu (1833 → 1848) |
| 1848                                     | 1851                          | Gustave Delattre         |           | |
| 1851                                     | 1870                          | Octave Leconte           | Droite    | Médecin Conseiller général d'Eu (1861 → 1895) Chevalier de la Légion d'honneur |
| 1870                                     | 1874                          | Marcel Richebraque       |           | Notaire |
| 1874                                     | 1878                          | Octave Delattre          |           | |
| 1878                                     | 1890                          | Marcel Richebraque       |           | Notaire |
| Les données manquantes sont à compléter. |                               |                          |           | |
| 1892                                     | mai 1929                      | Paul Bignon              | AD        | Armateur Ministre plénipotentiaire pendant la Première Guerre mondiale Sous-secrétaire d'État aux ports, à la Marine marchande et aux Pêches (1920 → 1921) Sénateur de la Seine-Inférieure (1927 → 1932) Député de la Seine-Inférieure (1902 → 1927) Conseiller général d'Eu (1895 → 1932) Président du conseil général de la Seine-Inférieure (1904 → 1932) |
| mai 1929                                 | 1937                          | Charles Morin            | RG        | Conseiller général d'Eu (1932 → 1937) |
| 16 décembre 1937                         | 1944                          | Henri Franchet           |           | |
| 1944                                     | mai 1945                      | Jules Tellier            |           | |
| mai 1945                                 | mai 1953                      | Henri Franchet           |           | |
| mai 1953                                 | 1976                          | Pierre Allard            |           | Notaire |
| 1976                                     | juin 1995                     | Jean Duhornay            | UDF-CDS   | Conseiller général d'Eu (1982 → 1995) |
| juin 1995                                | mars 2008                     | François Gouet           | DVD       | Consultant juridique |
| mars 2008                                | avril 2014                    | Marie-Françoise Gaouyer  | PS        | Infirmière, Conseiller général d'Eu (2008 → 2013) Vice-présidente du conseil général de la Seine-Maritime (2008 → 2013), Sénatrice de la Seine-Maritime (2013 → 2014) |
| avril 2014                               | juillet 2020                  | Yves Derrien             | DVD       | Ingénieur diplômé de l'ESIEE Ancien directeur au sein du groupe Alcatel Vice-président de la CC des Villes Sœurs (2014 → 2020) |
| juillet 2020,                            | En cours (au 20 juillet 2020) | Michel Barbier           | PCF       | Orthophoniste, gérant de société Vice-président de la CC des Villes Sœurs (2020 → ) |

### Distinctions et labels
Eu est classée 4 fleurs avec la distinction Grand Prix[Quand ?] au Concours des villes et villages fleuris.

### Jumelages
La ville d'Eu est jumelée avec :
- Haan (Allemagne) depuis 1967 ;
- Bad Lauchstädt (Allemagne) depuis 1998.

Elle entretient des relations d'amitié avec :
- Dublin (Irlande) depuis 1995 ;
- Castledermot (Irlande) depuis 1995 ;
- Ay (France) depuis 1996 ;
- Is-sur-Tille (France) depuis 1996 ;
- Ålesund (Norvège) depuis 1996 ;
- Zouk Mikael (Liban) depuis 2003.

Pour le cinquantième anniversaire de jumelage avec Haan célébré les 26 et 27 mai 2017, les maires de deux villes président une cérémonie officielle le premier soir à Eu. Élément central dans ce jumelage, l'échange entre jeunes français et allemands est alors concrétisé par une compétition sportive amicale multisports dénommée « Haaneulympiades » sur les deux jours ; une exposition est également organisée le second jour.

## Population et société

### Démographie
L'évolution du nombre d'habitants est connue à travers les recensements de la population effectués dans la commune depuis 1793. Pour les communes de moins de 10 000 habitants, une enquête de recensement portant sur toute la population est réalisée tous les cinq ans, les populations de référence des années intermédiaires étant quant à elles estimées par interpolation ou extrapolation. Pour la commune, le premier recensement exhaustif entrant dans le cadre du nouveau dispositif a été réalisé en 2008.

En 2022, la commune comptait 6 541 habitants, en évolution de −6,49 % par rapport à 2016 (Seine-Maritime : +0,35 %, France hors Mayotte : +2,11 %).
| 1793  | 1800  | 1806  | 1821  | 1831  | 1836  | 1841  | 1846  | 1851  |
| ----- | ----- | ----- | ----- | ----- | ----- | ----- | ----- | ----- |
| 3 380 | 3 230 | 3 219 | 3 467 | 3 543 | 3 739 | 3 977 | 4 370 | 4 019 |

| 1856  | 1861  | 1866  | 1872  | 1876  | 1881  | 1886  | 1891  | 1896  |
| ----- | ----- | ----- | ----- | ----- | ----- | ----- | ----- | ----- |
| 4 156 | 4 416 | 4 168 | 3 899 | 4 379 | 5 105 | 4 989 | 4 693 | 4 818 |

| 1901  | 1906  | 1911  | 1921  | 1926  | 1931  | 1936  | 1946  | 1954  |
| ----- | ----- | ----- | ----- | ----- | ----- | ----- | ----- | ----- |
| 5 398 | 5 743 | 5 651 | 5 817 | 5 963 | 5 617 | 5 655 | 5 540 | 6 343 |

| 1962  | 1968  | 1975  | 1982  | 1990  | 1999  | 2006  | 2008  | 2013  |
| ----- | ----- | ----- | ----- | ----- | ----- | ----- | ----- | ----- |
| 7 029 | 8 079 | 8 626 | 8 588 | 8 344 | 8 081 | 7 571 | 7 419 | 7 189 |

| 2018  | 2022  | - | - | - | - | - | - | - |
| ----- | ----- | - | - | - | - | - | - | - |
| 6 771 | 6 541 | - | - | - | - | - | - | - |

### Manifestations culturelles et festivités
Depuis 2002 a lieu le festival de musique actuelles Murmure du son,.

## Économie
- Téléphonie.
- Mobilier métallique.
- La vallée de la Bresle est le premier[66] centre de verrerie (flaconnage) au monde.

## Culture locale et patrimoine

### Lieux et monuments

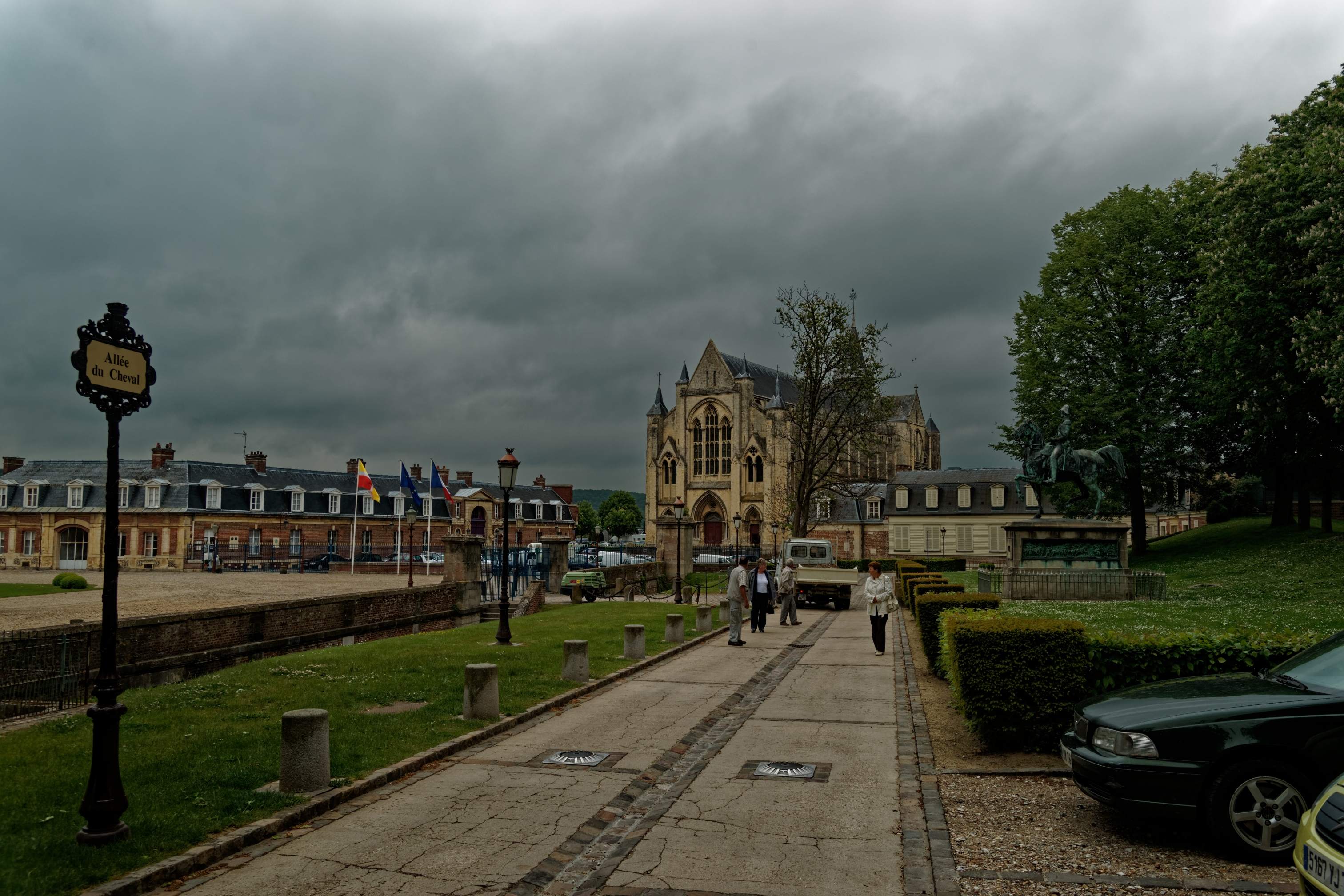
L'allée du cheval : vue vers la collégiale et la statue équestre de Ferdinand-Philippe d'Orléans par Carlo Marochetti.

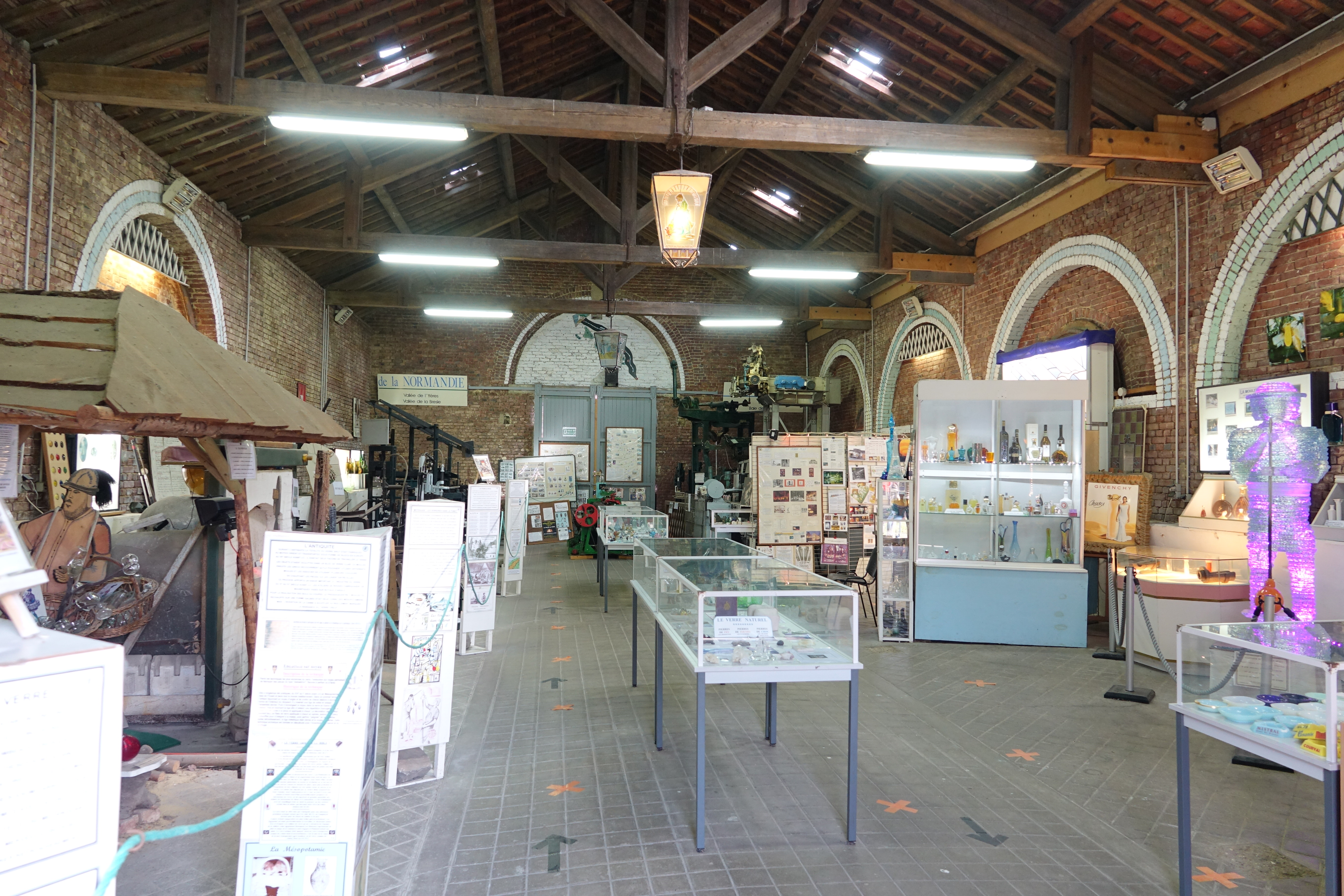
Le musée du verre Traditions verrières.

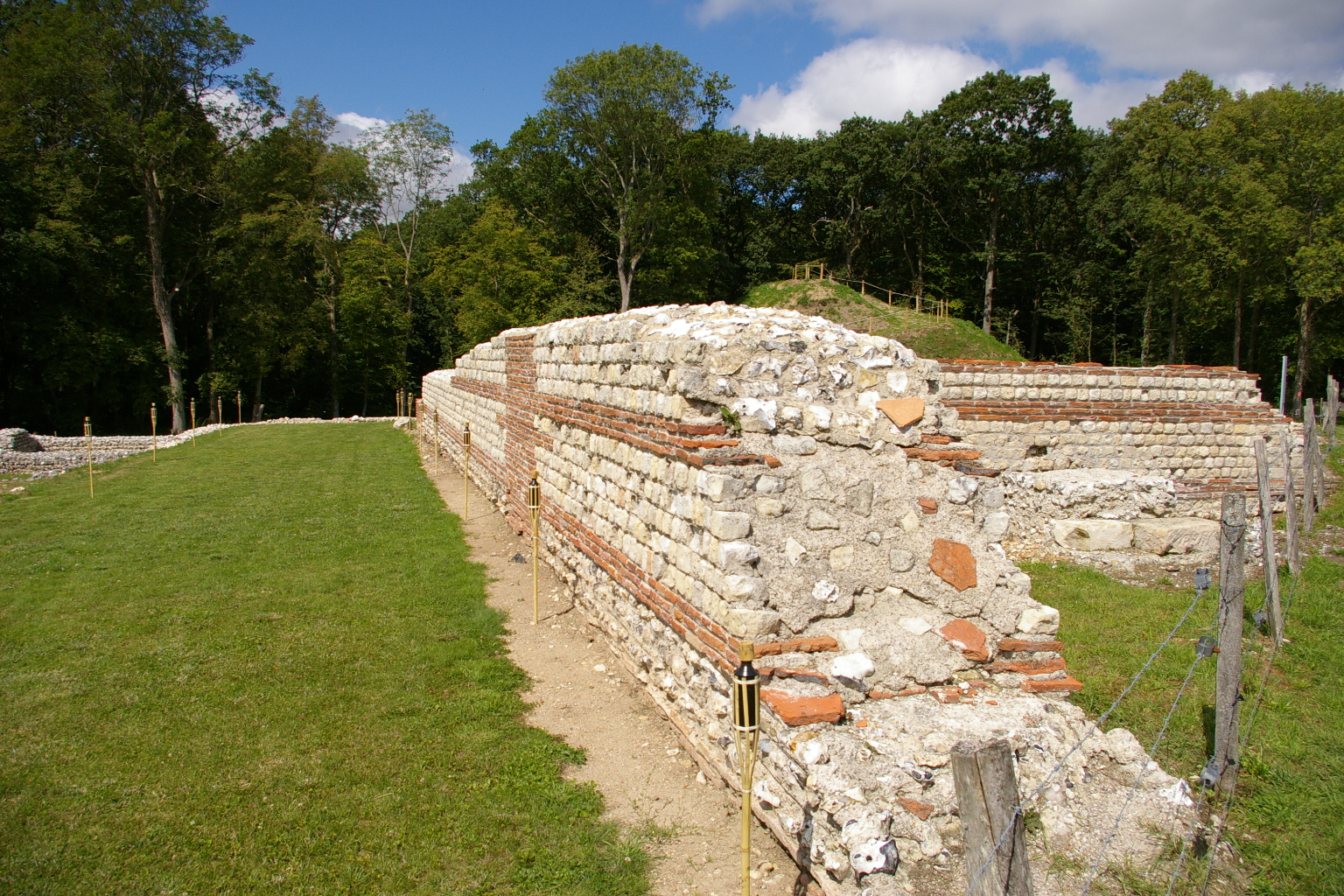
Un mur du grand temple de Briga.

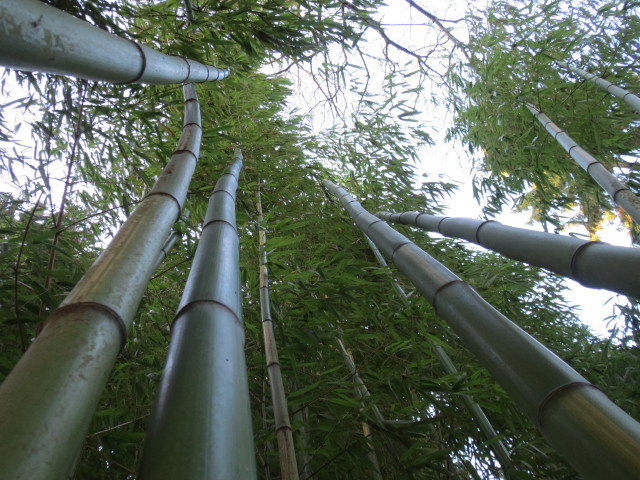
Bambous géants dans le jardin jungle à Eu.

- Château[67], de type Renaissance, avec son parc, il accueille la mairie et le musée. Le château a été construit à la fin du XVIe siècle sur les ordres de Catherine de Clèves et Henri de Lorraine (duc de Guise). La Grande Mademoiselle le fait agrandir.

Le château
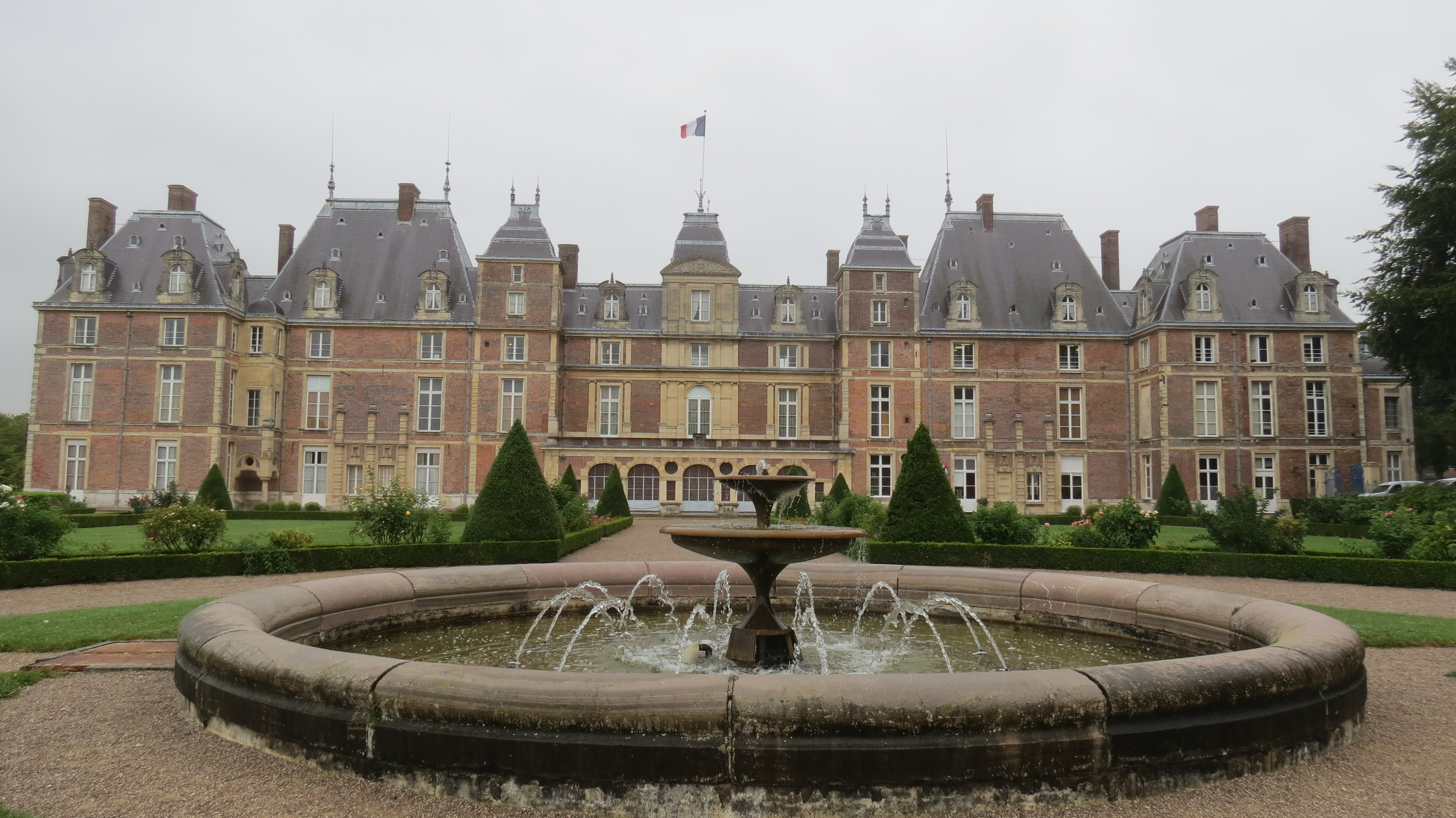
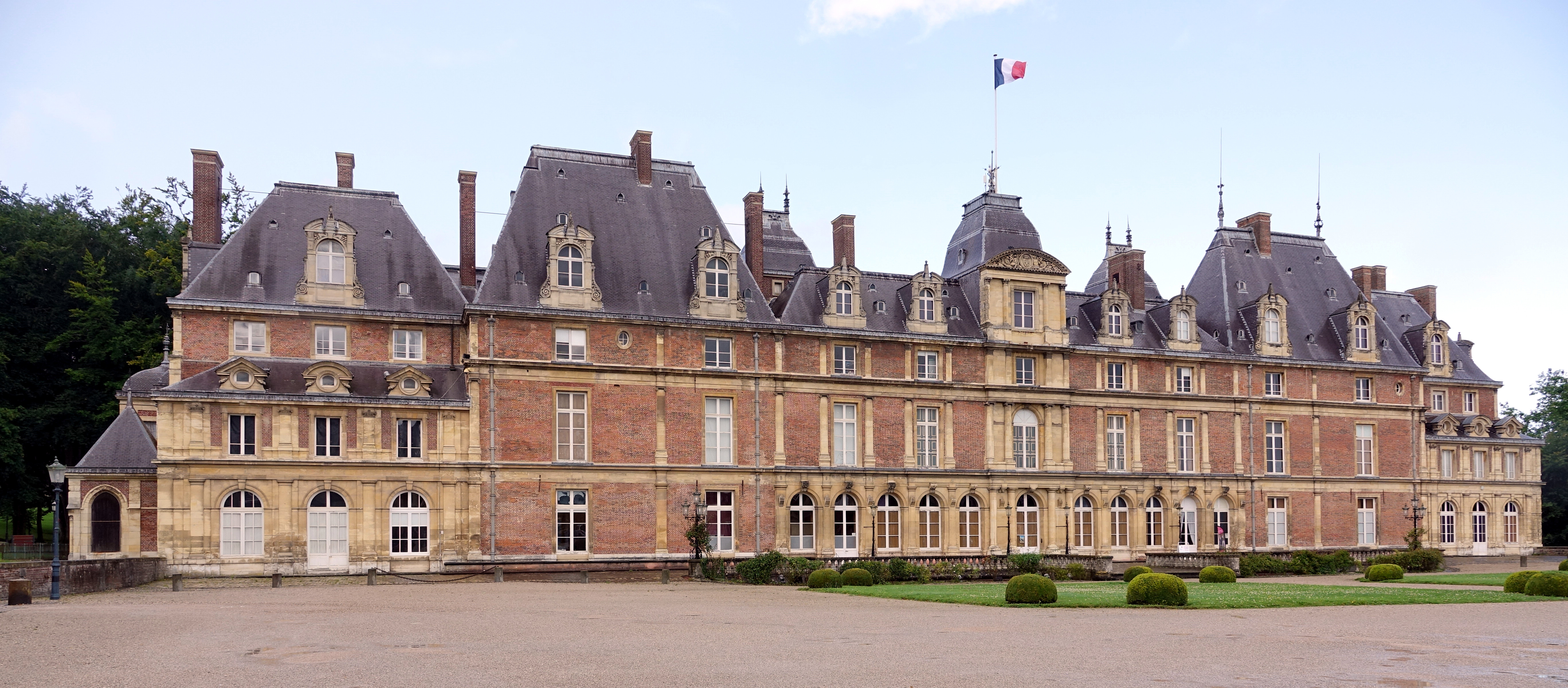
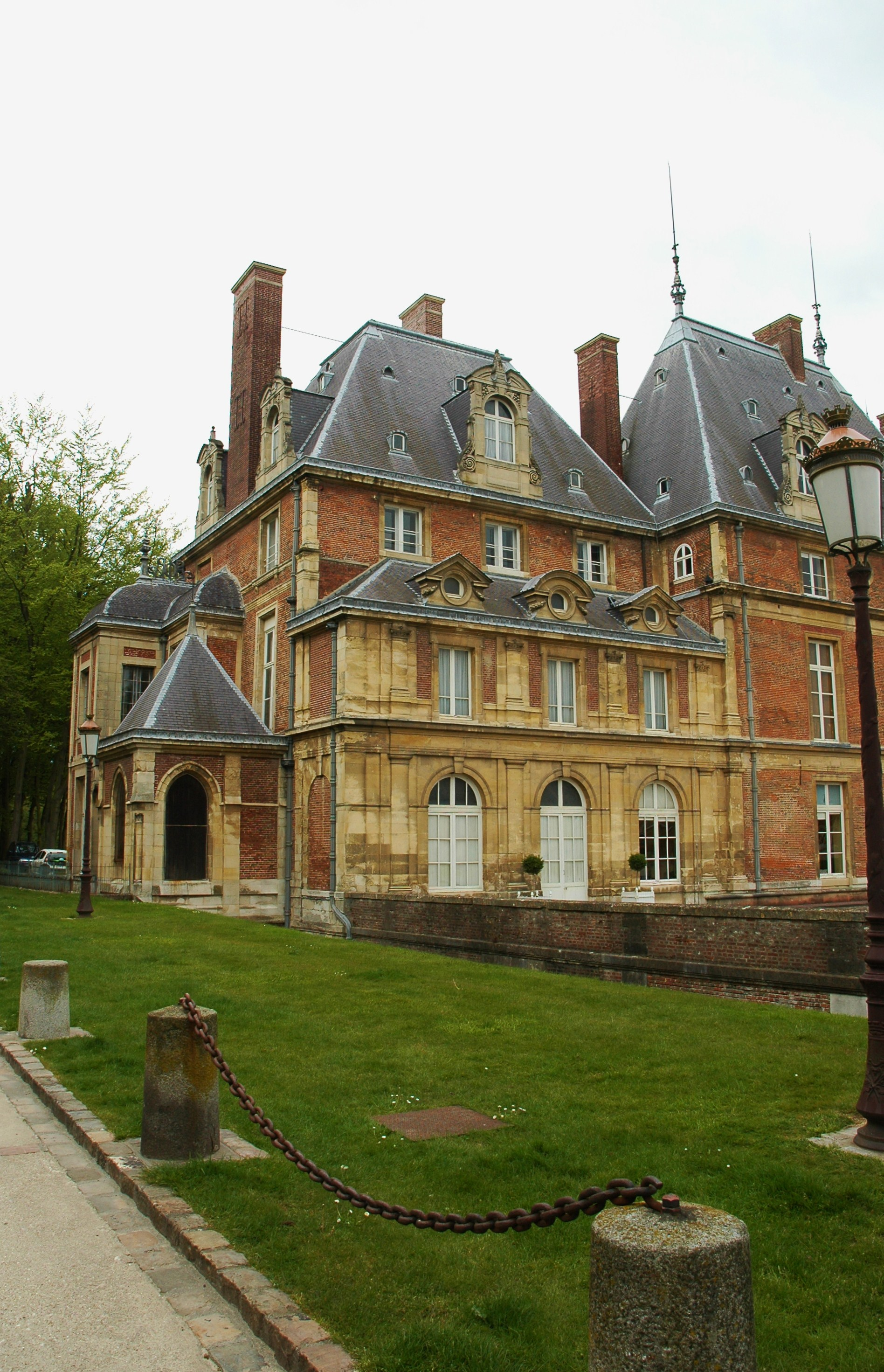

- Musée Louis-Philippe créé en 1973 : décors des XVIIe et XIXe siècles, plafonds du XVIIe siècle, parquets d'époque Louis-Philippe parmi les plus beaux de France et aménagements de l'architecte Viollet-le-Duc sous la IIIe République, collections de La Grande Mademoiselle, du roi Louis-Philippe, de la famille d'Orléans et de la famille impériale du Brésil, les princes d'Orléans-Bragance.

Le Musée Louis-Philippe
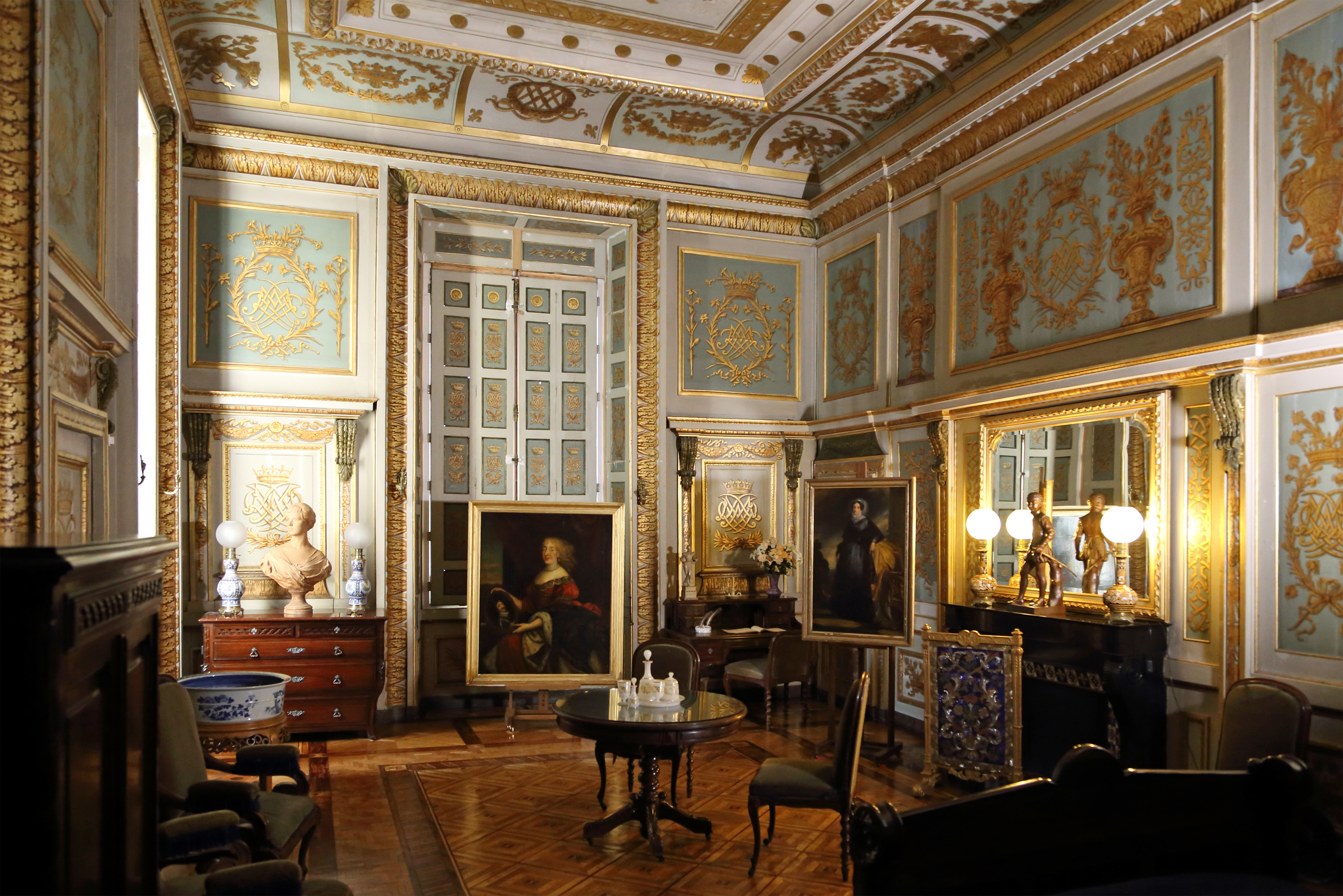
Un des intérieurs du musée.
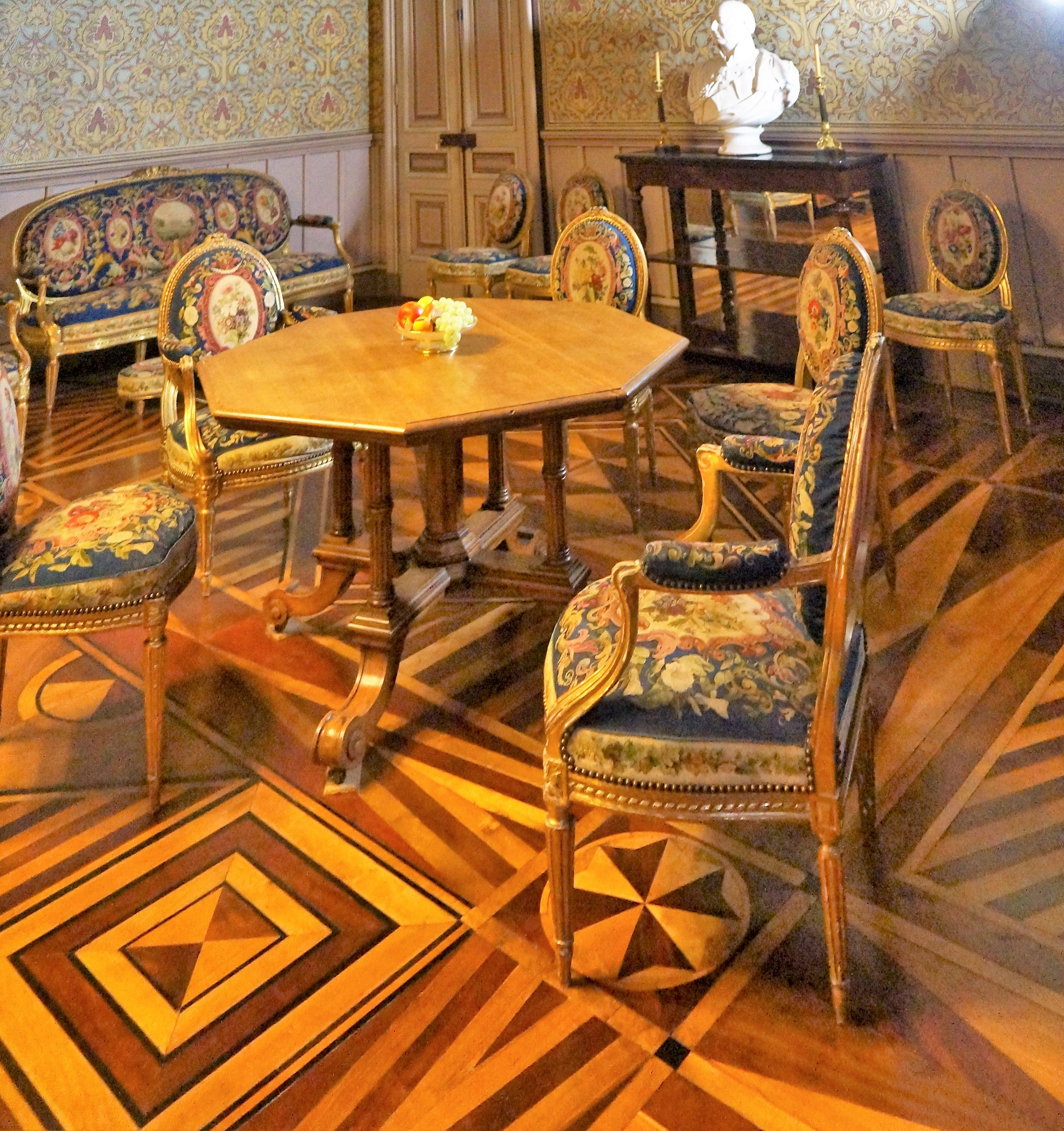
Le Grand salon.
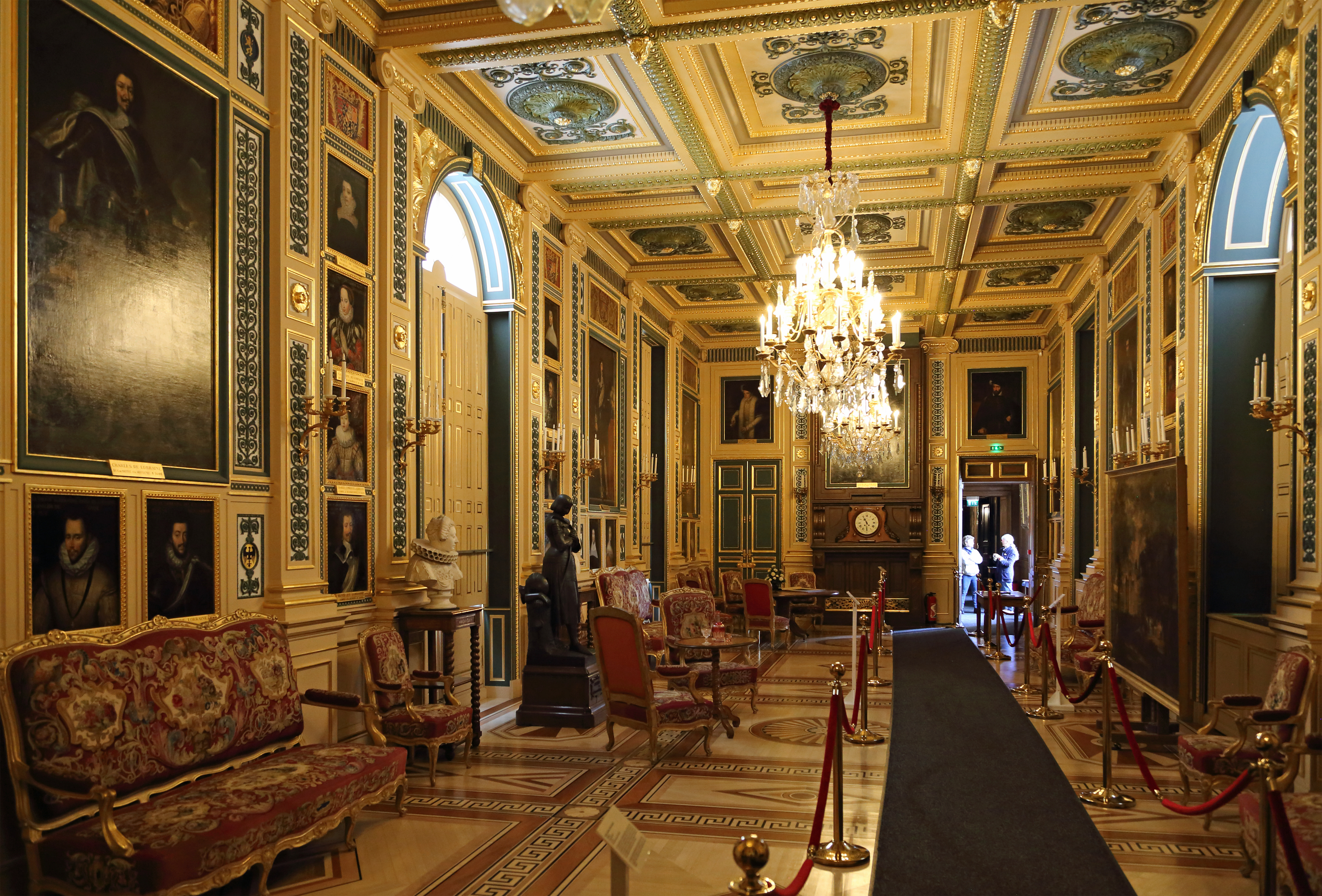
La Galerie des peintures.
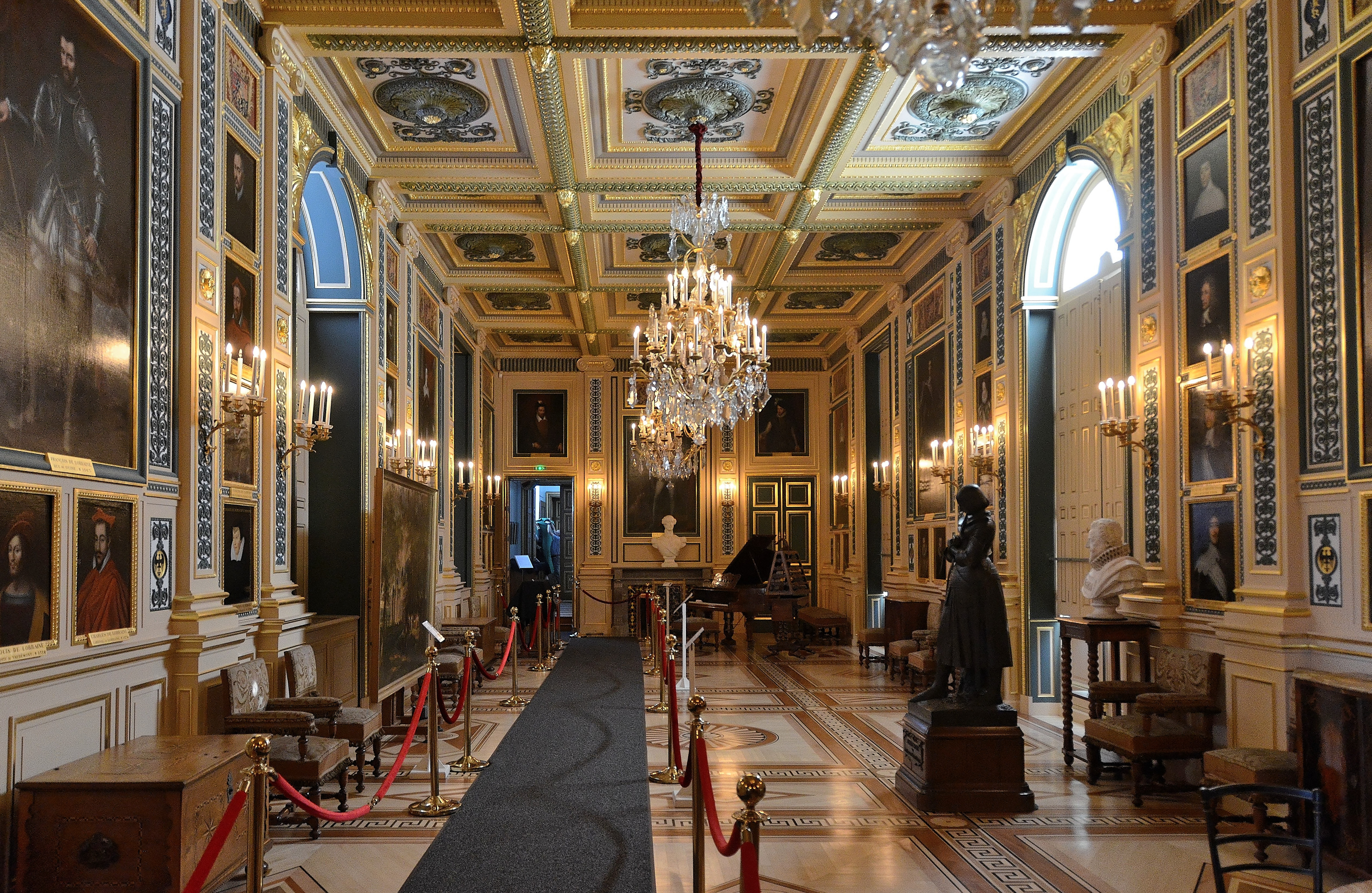
La Galerie des Guises.

- Collégiale Notre-Dame-et-Saint-Laurent[68], ses orgues et sa crypte (XIIe – XIXe siècle).

La Collégiale Notre-Dame et Saint-Laurent
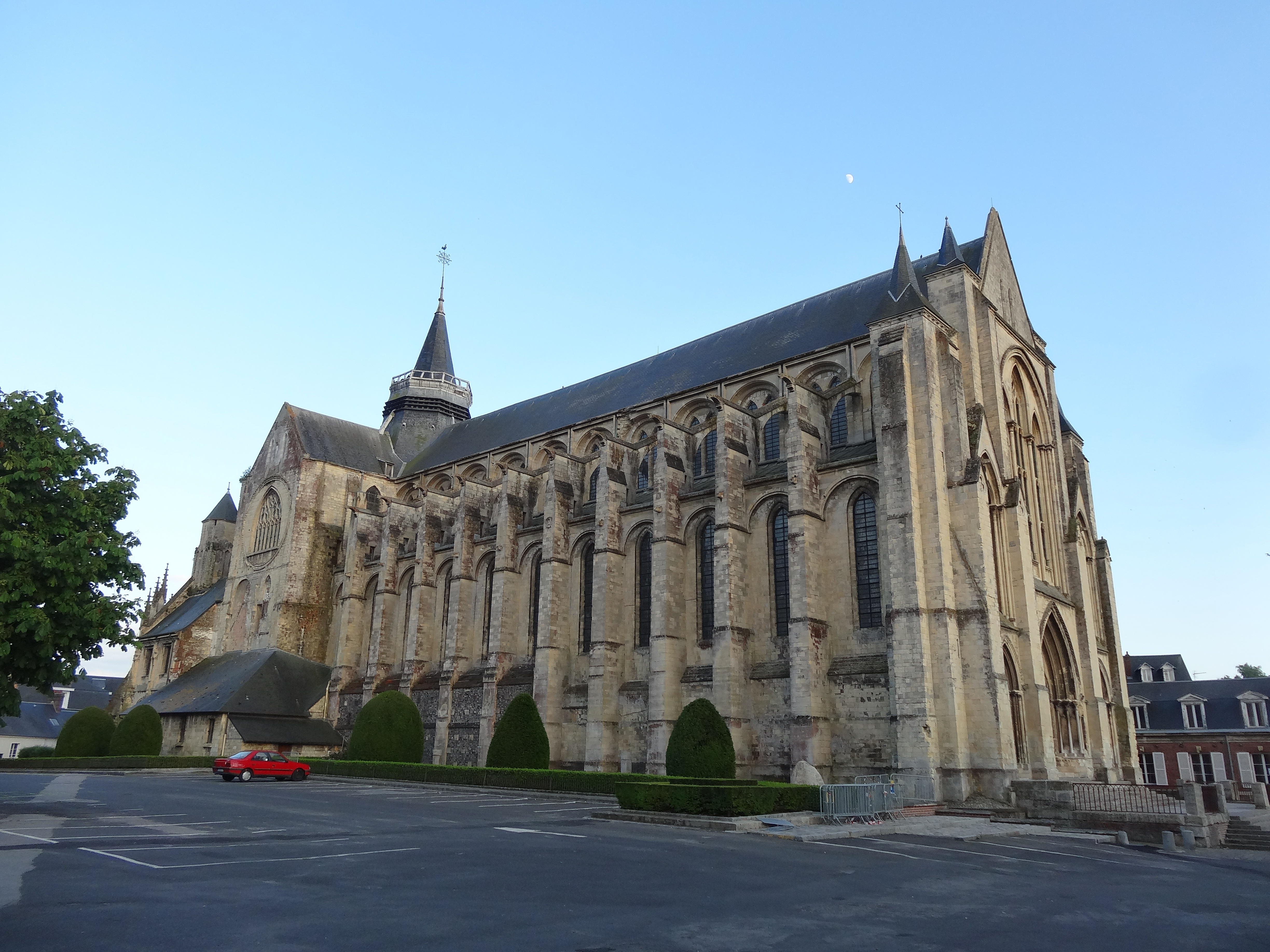
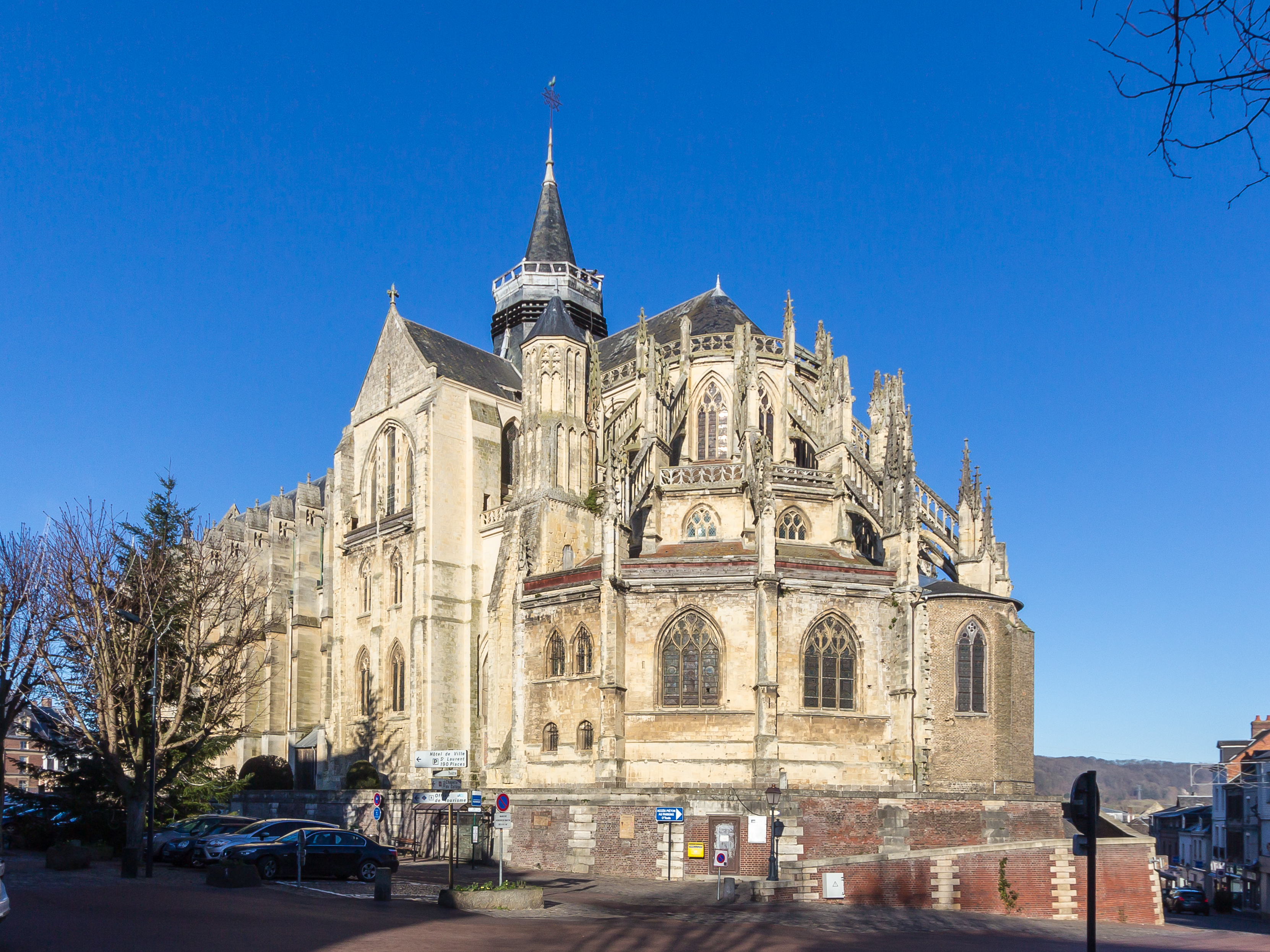
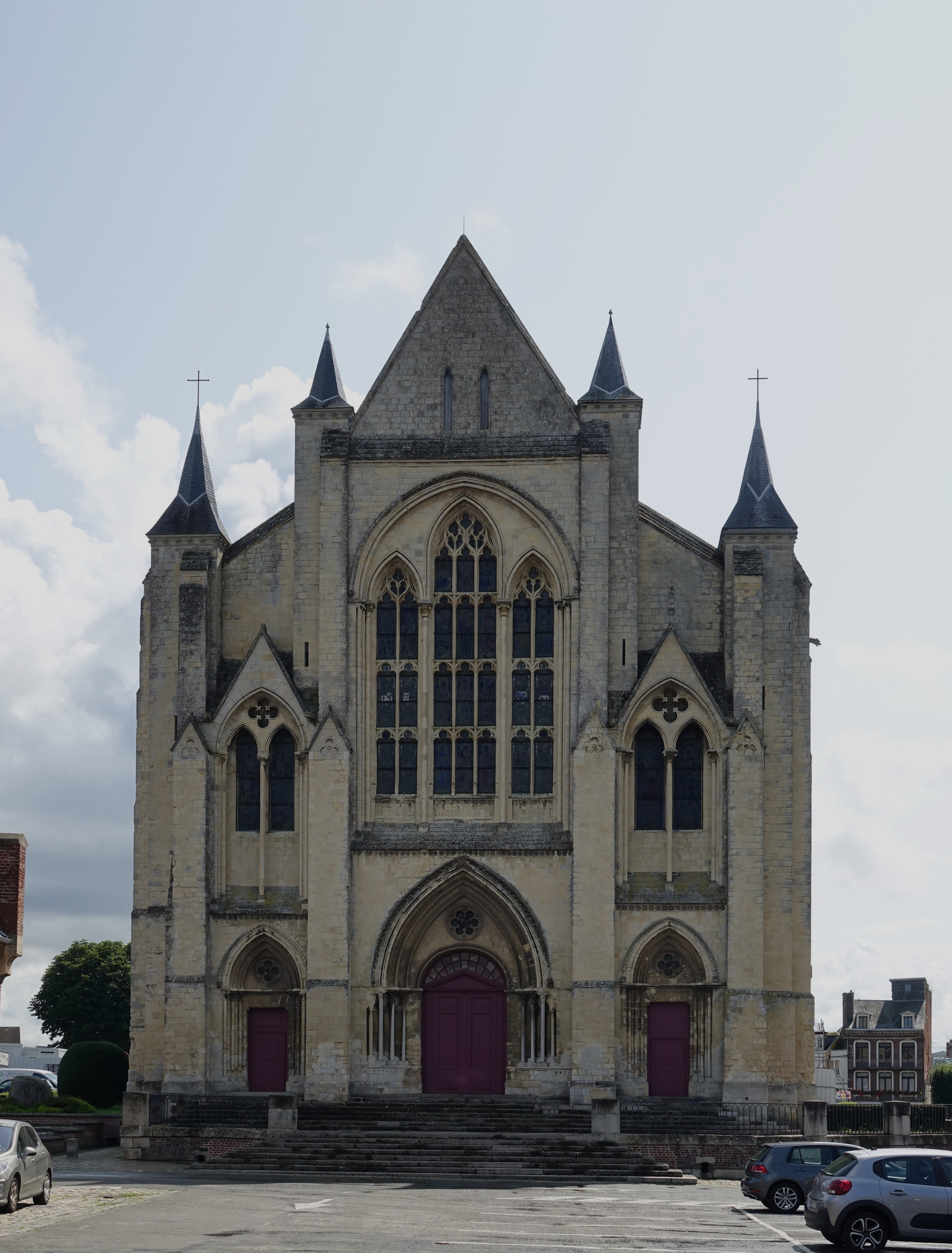
La façade.
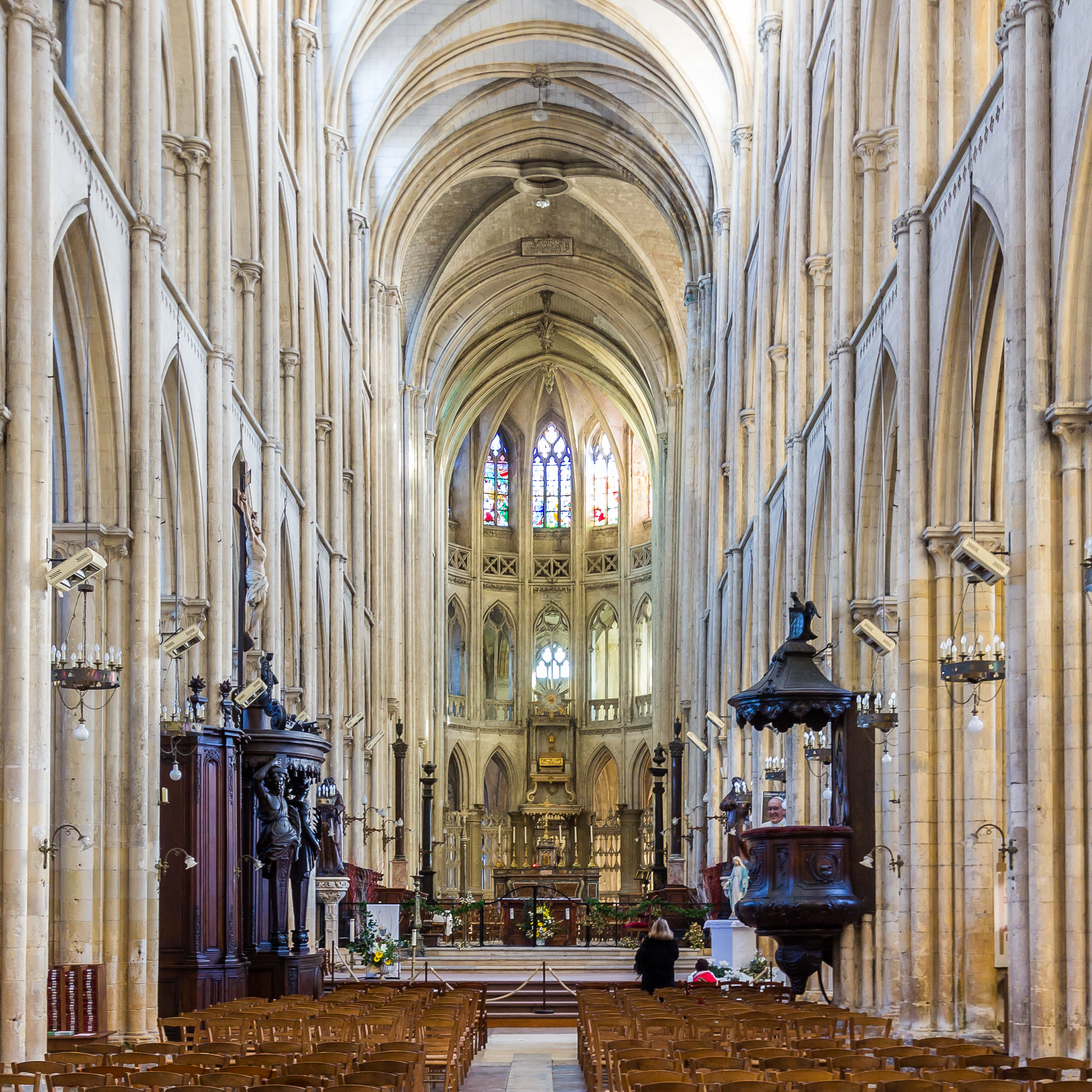
La nef.
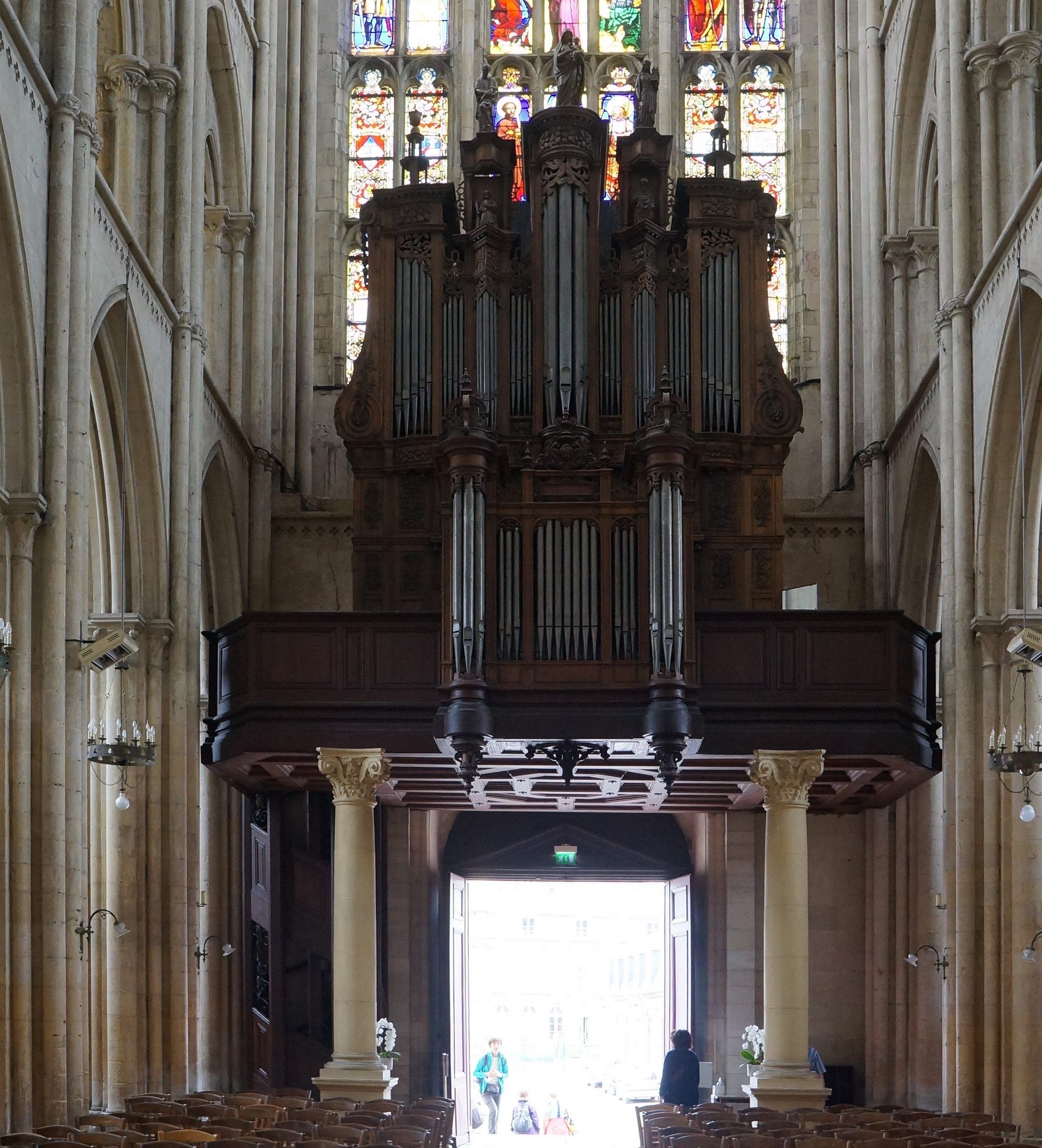
Le buffet d'orgue.

- Chapelle du collège des Jésuites[69].

Érigée par Catherine de Clèves pour les jésuites, elle est dédiée à saint Ignace de Loyola, et contient les tombeaux de Catherine de Clèves et d'Henri de Guise.
Les façades et toitures des bâtiments du collège, sa cave, son sol, ses deux cours et les murs soutenant la terrasse du jardin du collège ont eux-mêmes été  Inscrit MH (2022), tout comme son portail  Classé MH (1914)

Le collège et sa chapelle
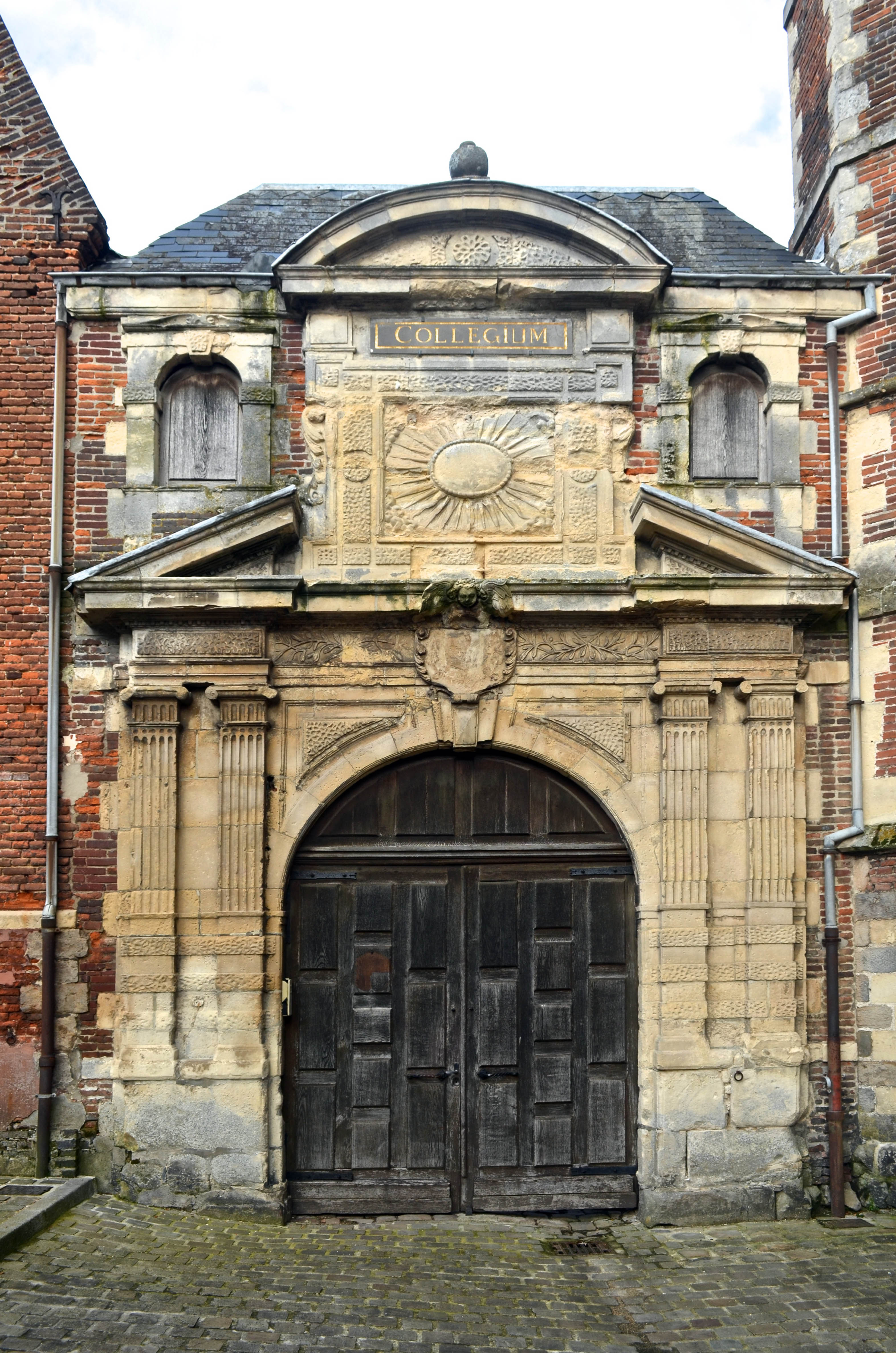
Portail du collège.
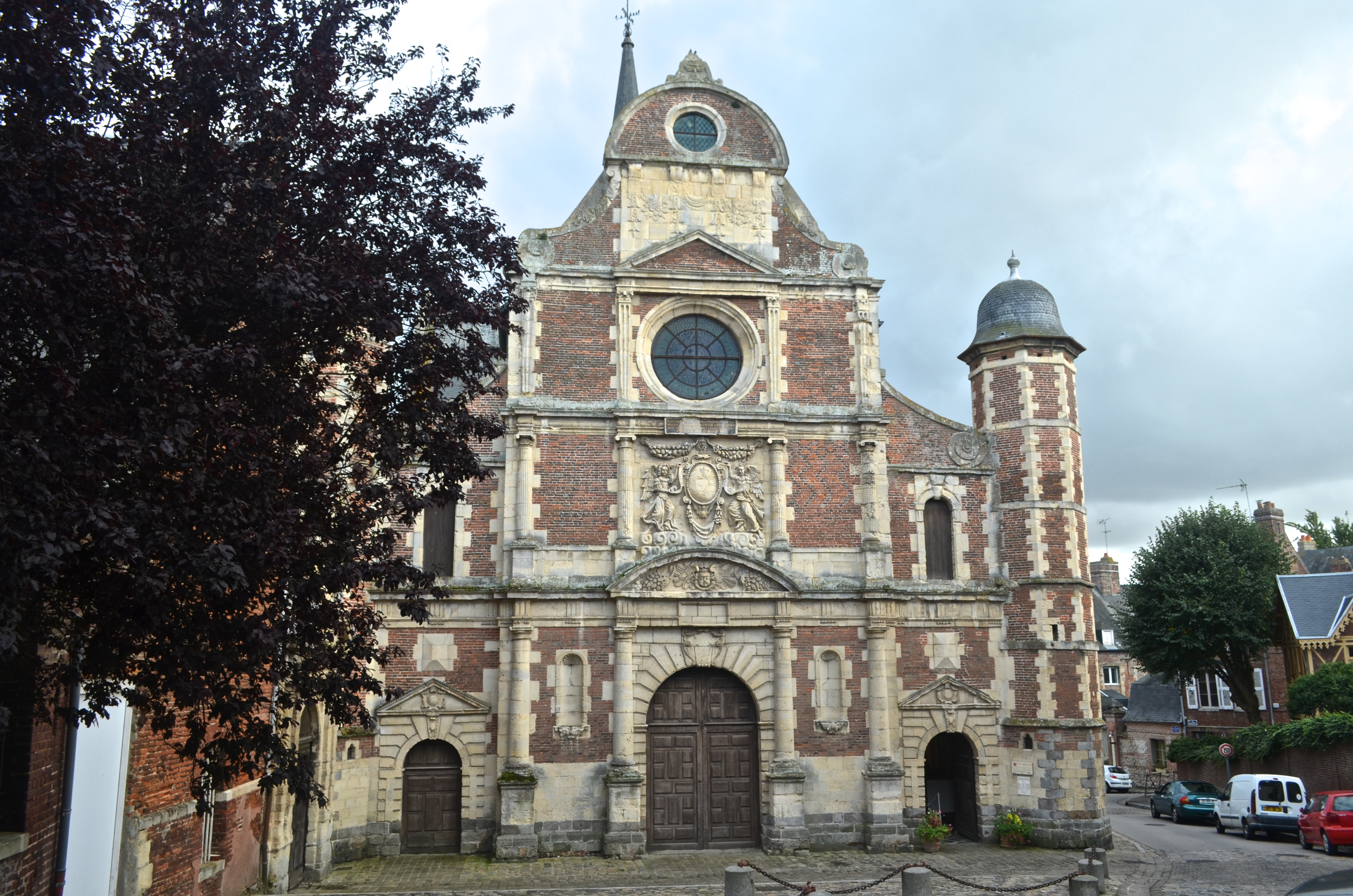
Façade de la chapelle.
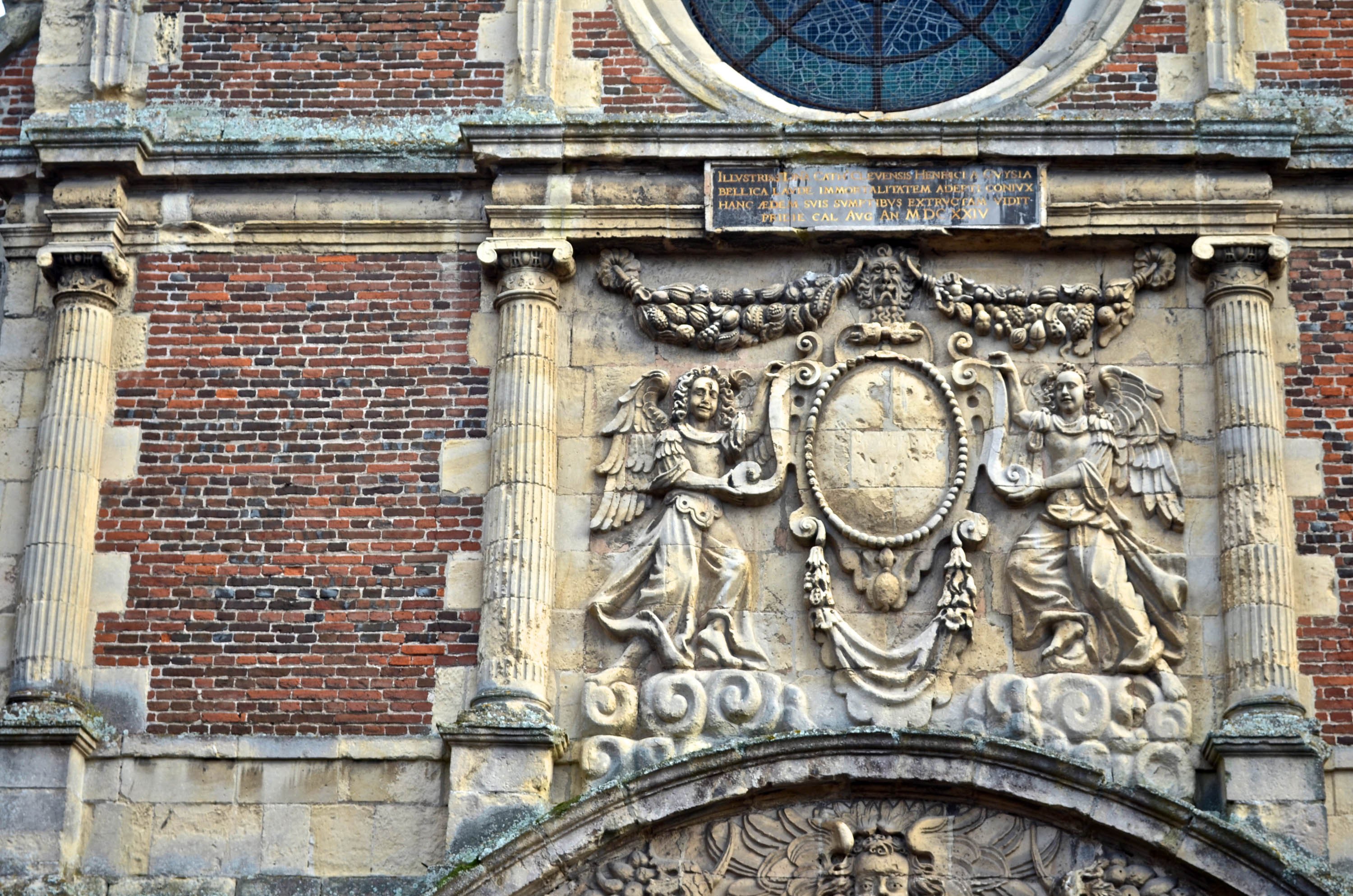
Fronton du portail de la chapelle.
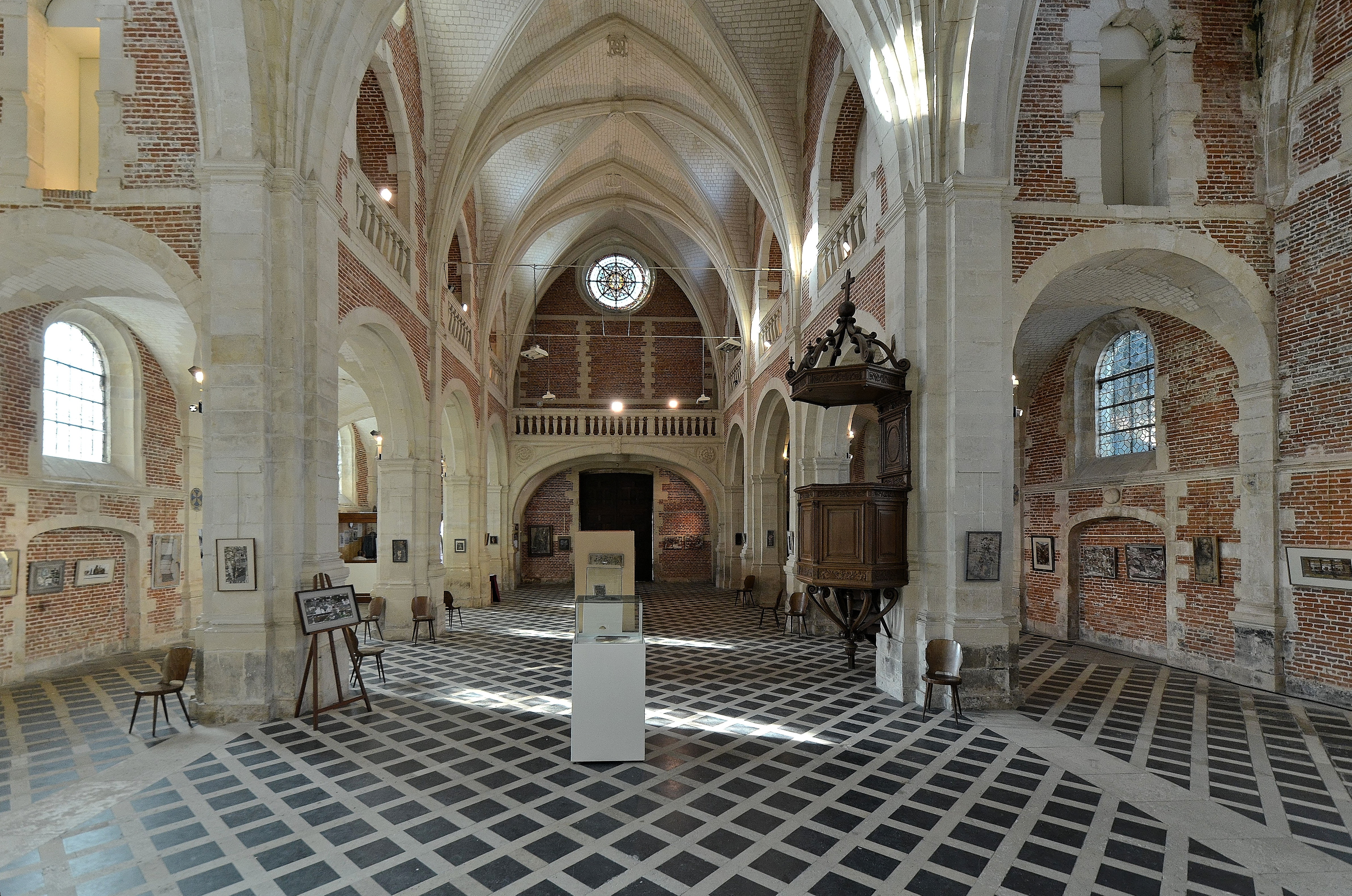
La nef.
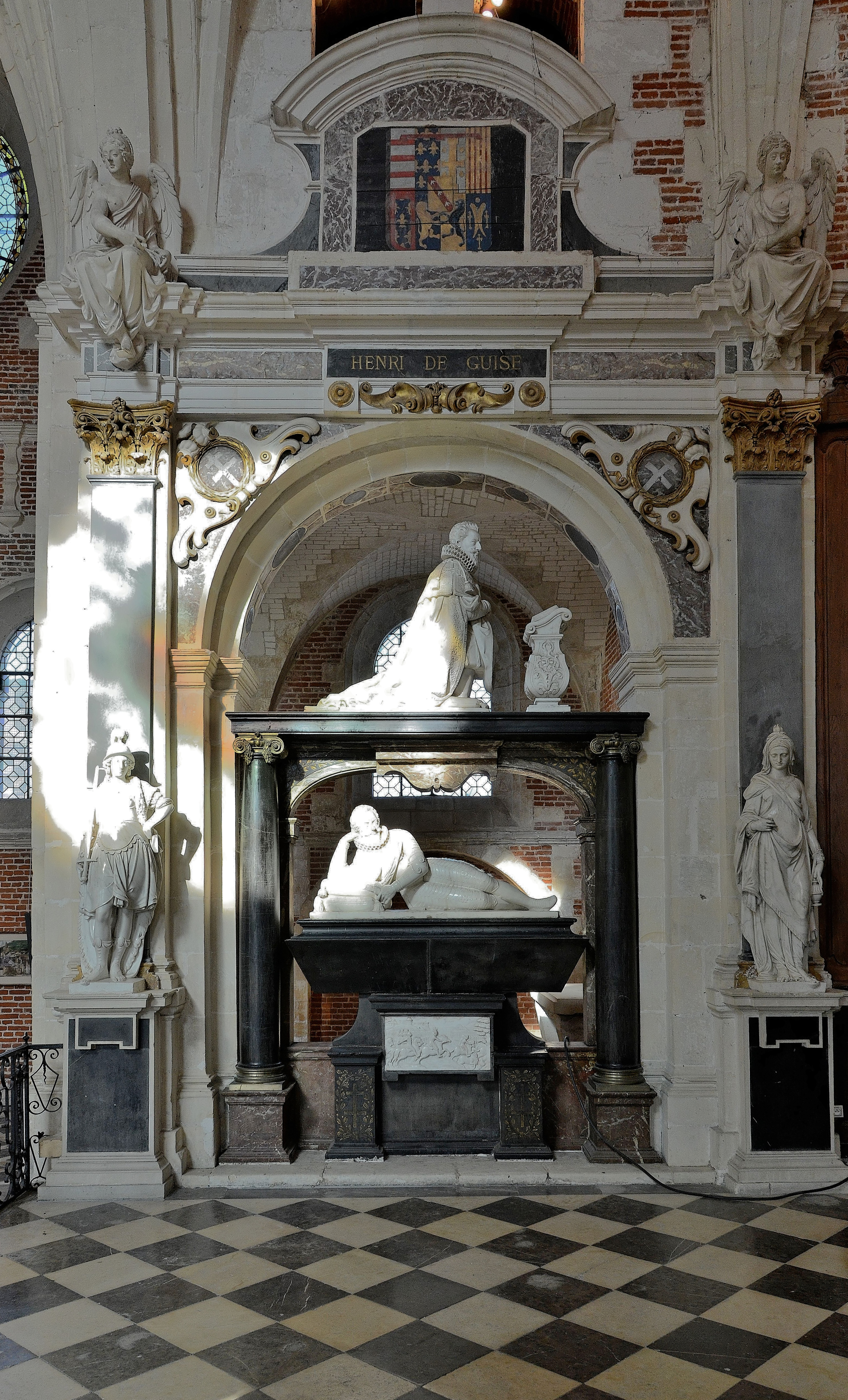
Mausolée d'Henri de Guise.
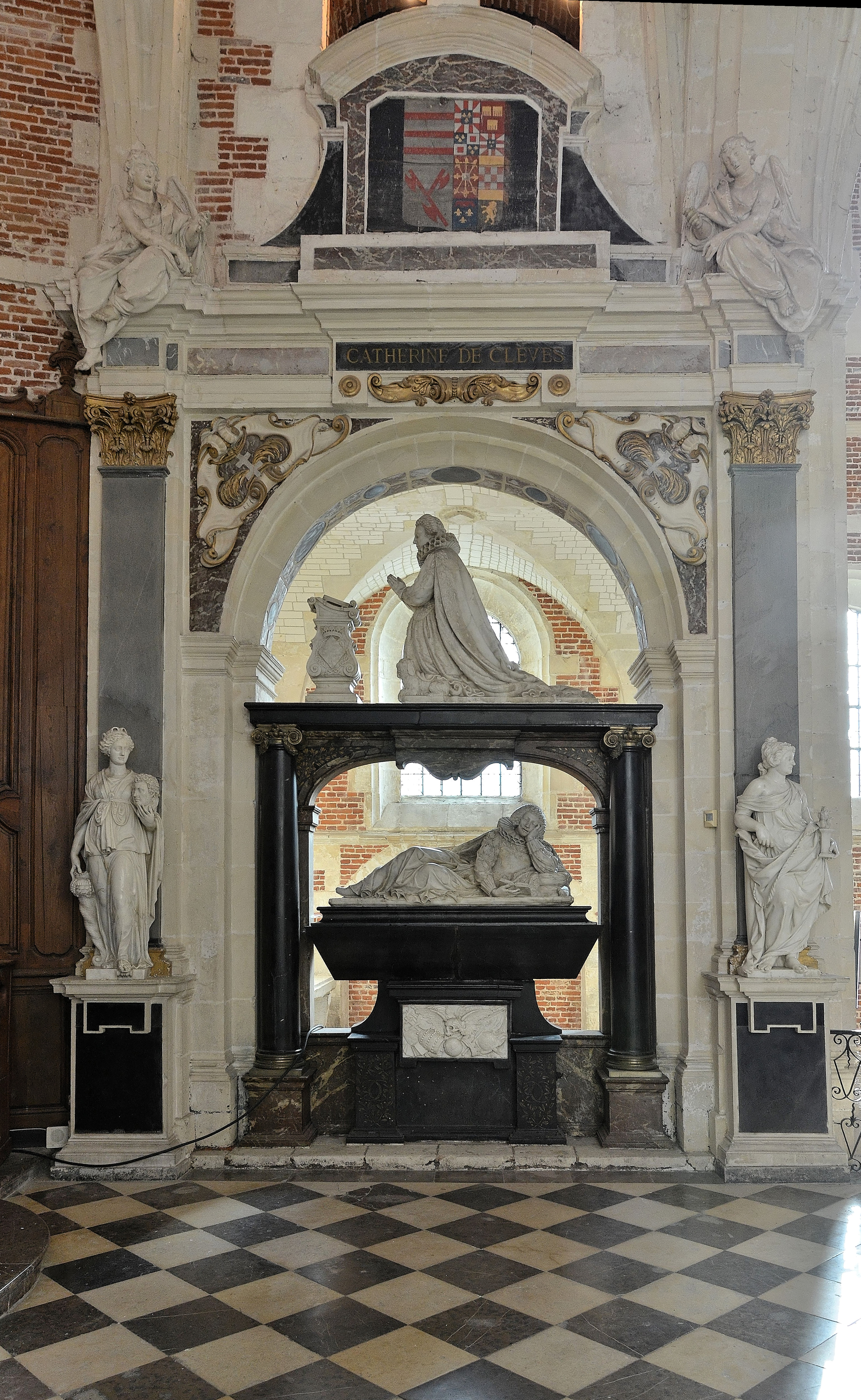
Mausolée de Catherine de Clèves.

- Chapelle Notre-Dame-de-l'Hôpital : collection de pots de pharmacie
- Chapelle Saint-Laurent, site naturel classé.
- Hôtel-Dieu.
- Portail d'immeuble du 41bis, boulevard de la République[70], portail provenant de l'ancien couvent des Ursulines.
- Ancien hôtel des évêques d'Amiens[71], du XVIIIe siècle.
- Théâtre Louis-Philippe[72], de la première moitié du XIXe siècle.
- Musée des traditions verrières : machines anciennes, histoire du verre.
- Enceinte du Bois des Combles[73] : fortifications carolingiennes.
- Monument aux morts, édifié place Mathomesnil, aujourd’hui place Charles de Gaulle grâce à une souscription des habitants et un financement communal par le sculpteur Eugène Bénet et inauguré le 25 juin 1922, le monument aux morts porte la dédicace « La ville d’Eu a ses glorieux enfants soldats de la Grande Guerre », et honore donc ceux qui sont tombés comme ceux qui ont survécu au conflit[74].
- Forêt domaniale :
  - la forêt d'Eu s'étend sur 9 300 ha sur le plateau qui sépare les vallées de l'Yères et de la Bresle ;
  - la ville antique de Briga au lieu-dit Bois-l'Abbé[75] : temples, théâtre, quartier d'habitat et thermes[76] ;
  - le Jardin Jungle Karlostachys : un parc exotique qui regroupe des milliers d’espèces végétales différentes.
- Verrerie de Fernand Lang[Où ?][77].

### Personnalités liées à la commune
- Liste des comtes d'Eu

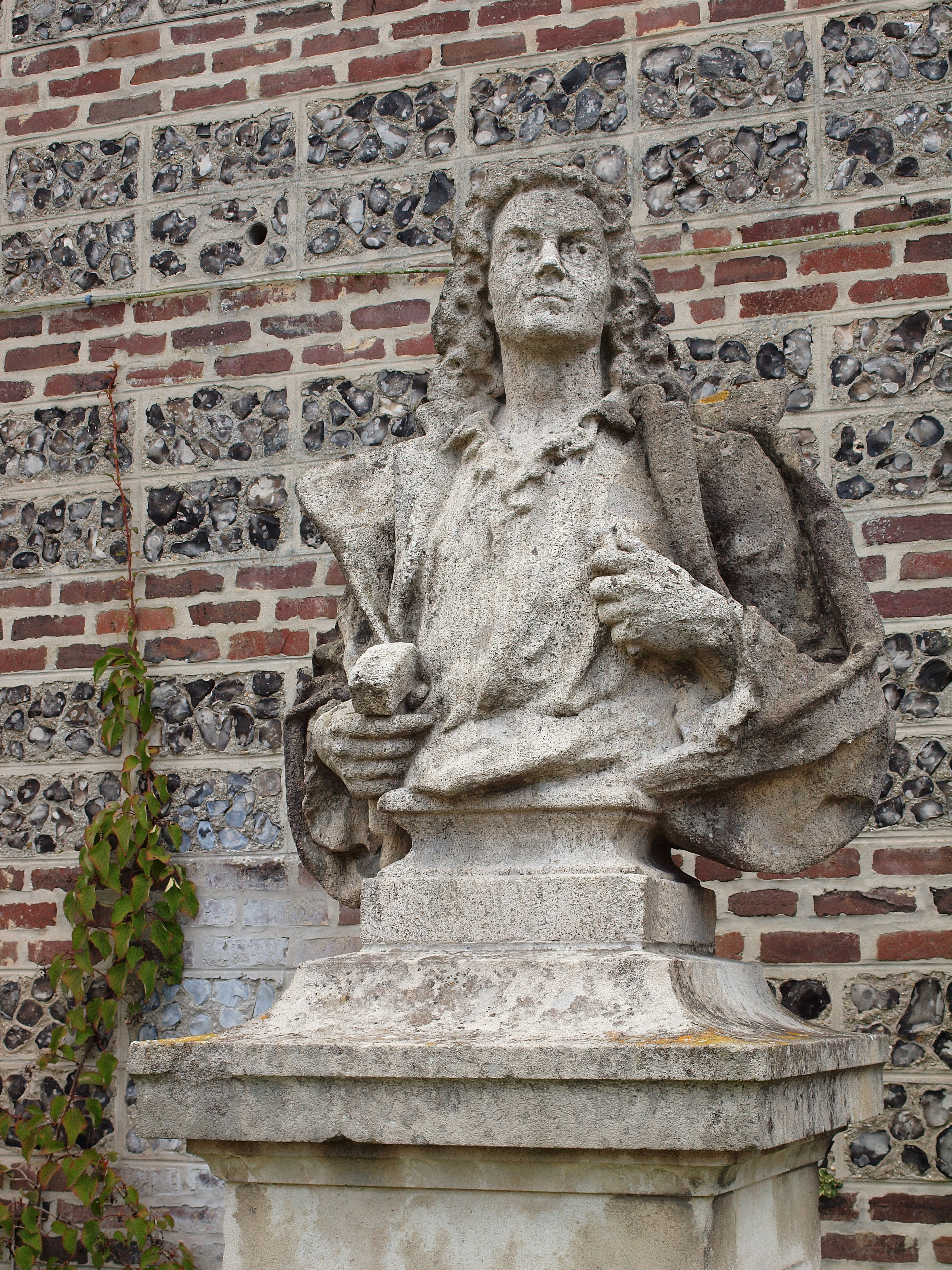
Buste de Michel Anguier à Eu.

- Henri d'Eu (vers 1075 – abbaye d'Eu, 12 juillet 1140), fut comte d'Eu dans le duché de Normandie et lord d'Hastings dans le royaume d'Angleterre.
- François Anguier, né à Eu en 1604 et mort à Paris le 8 août 1669, sculpteur. Il fut marqué par son séjour en Italie et l'influence du Bernin et a été sculpteur ordinaire de Louis XIII.
- Michel Anguier, né le 28 septembre 1612 à Eu, et mort le 11 juillet 1686 à Paris, sculpteur. Comme son frère, il fut fortement influencé par l'école italienne (il a rencontré et travaillé avec Le Bernin). Il participa à la décoration du Val de Grâce et du château de Versailles.
- David Bourderelle (1651-1706), sculpteur, né à Eu[78], a exécuté une série de groupes d'anges pour l'église des Invalides de Paris.
- Louis-Philippe d'Orléans (1773-1850), roi des Français, qui y passa ses vacances étant enfant puis en fit sa résidence de campagne favorite de 1821 à 1848.
- Henri Louis Martin de Villers (1780-1855), homme politique, né à Eu, maire de Neufchâtel-en-Bray, député de Seine-maritime
- Le comte de Paris (1838-1894), petit-fils de Louis-Philippe et prétendant orléaniste au trône de France, entreprit après la guerre franco-allemande de 1870 la rénovation du château, qu'il avait reçu de son oncle le duc d'Aumale, sous la direction de Viollet-le-Duc puis de Louis Sauvageot après la mort de celui-ci.
- Arthur Quentin de Gromard (1821-1896), musicien et inventeur du cécilium, né et mort à Eu.
- Louis Philippe Sargent (1831-?), graveur sur bois, né à Eu[79].
- Henri Frechon (1863-1925), aquarelliste, né à Eu.
- Gaston Leroux (1868-1927), écrivain, a fréquenté le collège d'Eu, tout comme son personnage Joseph Rouletabille, le célèbre reporter, jusqu'à l'âge de neuf ans.
- Isabelle d'Orléans-Bragance (1911-2003), née à Eu, « comtesse de Paris », épouse du prétendant orléaniste au trône de France, le « comte de Paris », Henri d'Orléans (1908-1999) ; son nom a été donné à la place entre la collégiale et le château.
- Michel Gaudry (1928-2019), né à Eu, jazzman.
- Jean-Baptiste Monnot, né à Eu en 1984, organiste.

### Eu dans les arts et la culture
- Celso Lagar, Hiver à Eu, huile sur toile 46 × 55 cm, 1948, Musée des Augustins de Toulouse.

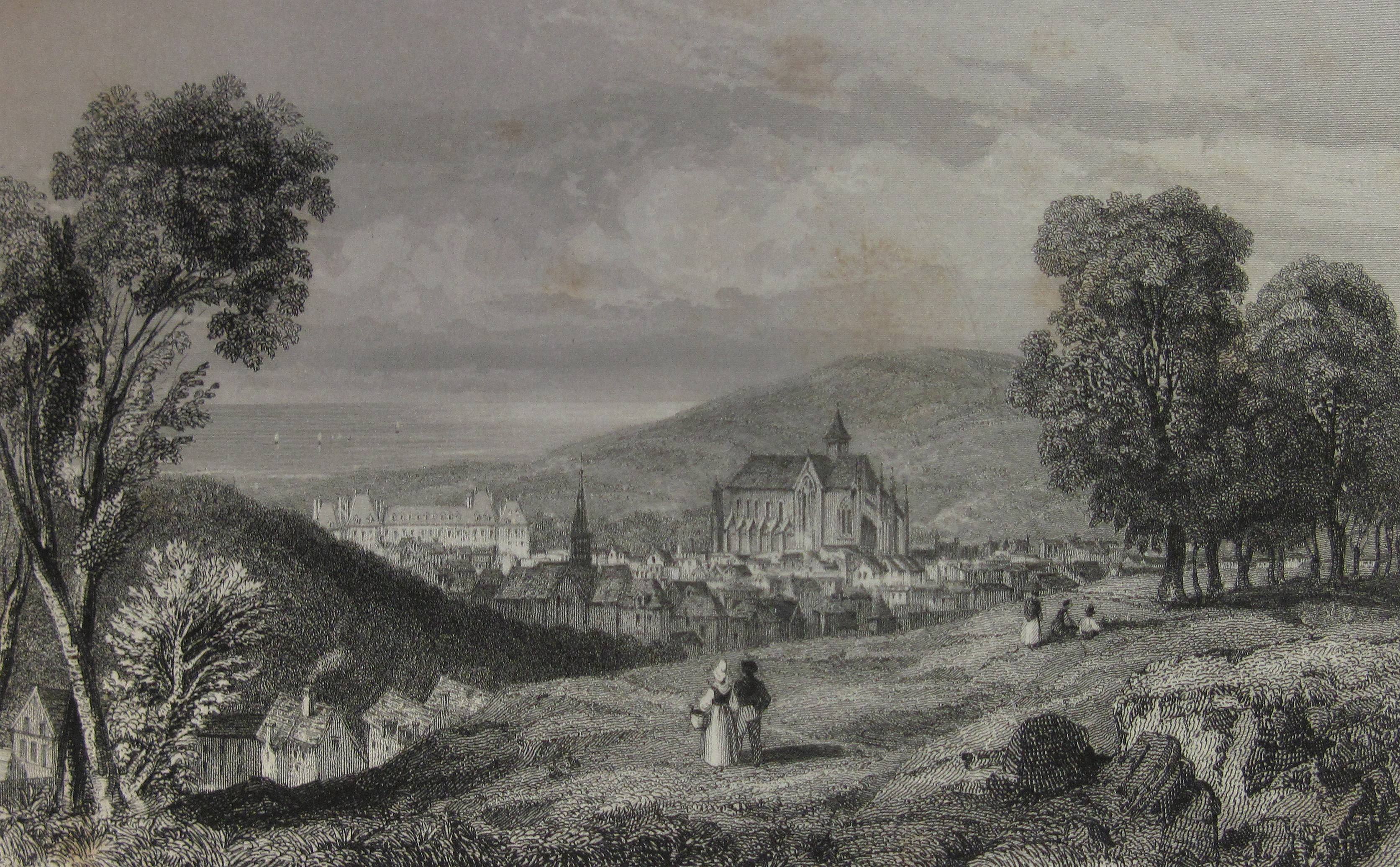
Gravure extraite de La Normandie par M. Jules Janin, XIXe siècle.
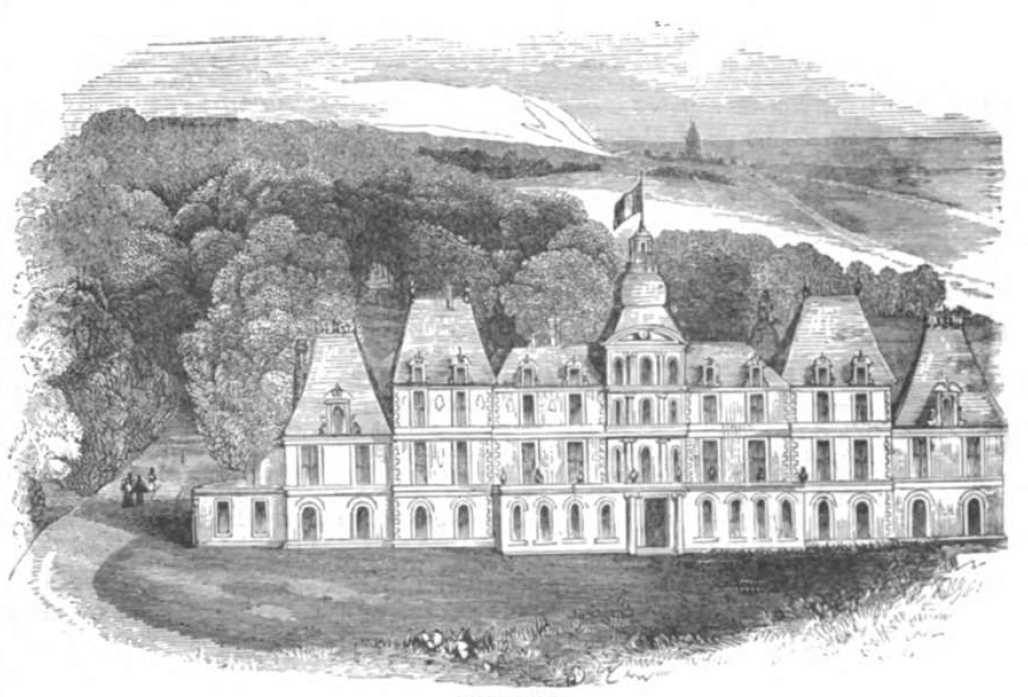
Le Château d'Eu, gravure publiée en 1843.
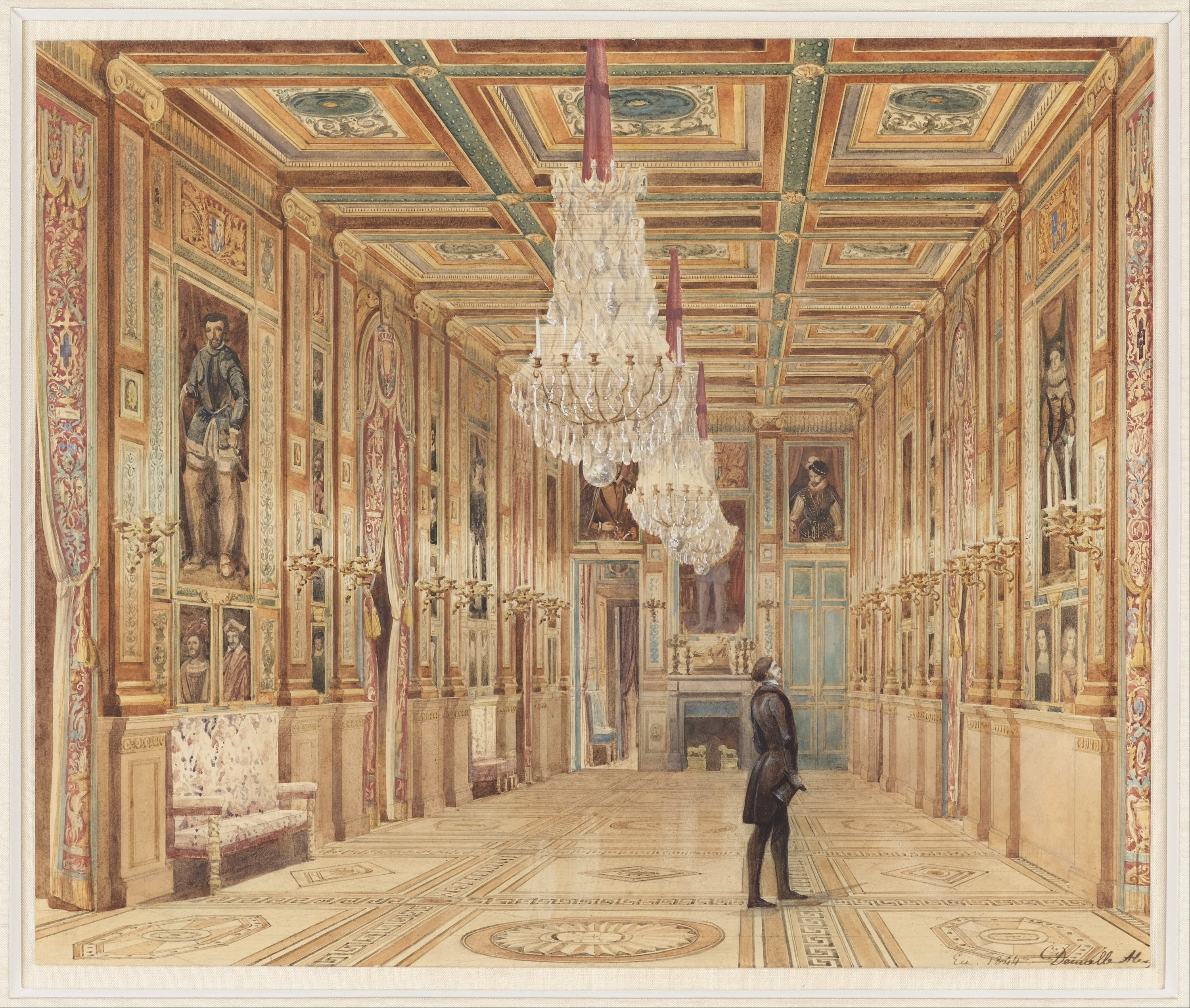
Alexandre Denuelle : Vue de la galerie au château d'Eu, 1844, collection du Cooper–Hewitt, Smithsonian Design Museum.
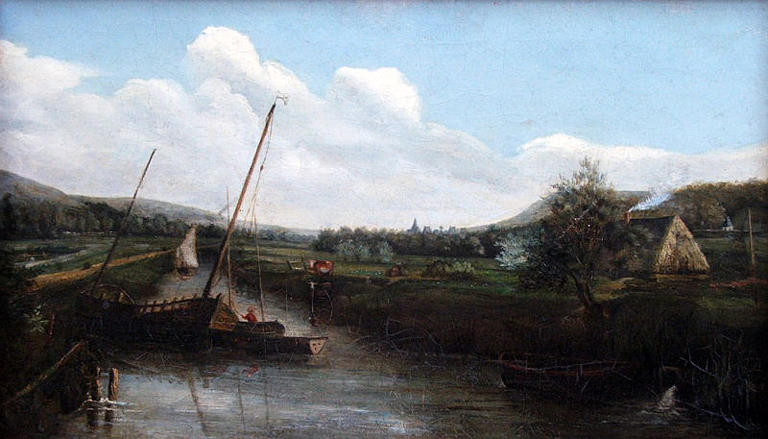
Delahuppe, Vue du château d'Eu depuis la Bresle, 1825, collection du Musée Louis-Philippe du château d'Eu.

### Héraldique
| Blason de Eu (Seine-Maritime) | Blason  | D'argent, au lion léopardé de gueules. |
| Blason de Eu (Seine-Maritime) | Détails |                                        |

### Anecdotes
Le nom de la ville d'Eu se prête à quelques jeux de mots. Ainsi, la bienséance veut qu'on dise et écrive : « le maire de la ville d'Eu ». Les Eudois pouvaient ainsi prendre le train à la « gare d'Eu-la Mouillette ». Les cruciverbistes reconnaissent Eu comme étant le « trou normand » en deux lettres.